# フォーセリア
フォーセリアとは、TRPG（リプレイも含む）や小説作品などの『ロードス島戦記』、『ソード・ワールド』、『クリスタニア』の舞台となる架空の世界であり、シェアード・ワールド（共有世界）でもある。
水野良が『ロードス島戦記』発表時に、それまで温めていた世界を公表したもので、『ロードス島戦記』の源流となった『ダンジョンズ&ドラゴンズ (Dungeons & Dragons) 』や、さらにその源流となった『指輪物語』、また『ルーンクエスト』の背景世界であるグローランサの世界像を強く受け継いでいる。現在も水野良やグループSNEのメンバーによって設定が追加、拡張されている。

## 世界概略
神々の時代より更に太古の時代、世界は一人の巨人（後に「始源の巨人」と呼ばれる）がいる他は完全な無が広がっていた。全知全能の知性と永遠不滅の肉体を持つ巨人は長い年月を一人で過ごしたが、あるとき孤独に耐えられずに自分自身を焼き殺してしまう。その死骸（混沌）から生まれた神々によって作られた「精霊界」「物質界」「妖精界」などから成る世界がフォーセリアであり、これらの世界はその残滓である混沌界に浮かぶ小島に例えられる。
最初に創造されたのが「精霊界」で、混沌の中から地水火風の四大元素を始めとするさまざまな自然現象の基になる秩序立った精霊力が選り分けられ、それを制御する精霊が創造され住んでいる。
次に創造されたのが現在人間の住む「人間界」をはじめとする物質界で、人間界は元々神々が住むために作られた特別な場所といわれる。そのため「神々の大戦」では主戦場となり、戦いの過程で他の世界から様々な種族が召喚され、他に類を見ない多種多様な種族が住むようになったとされる。
他の物質界の研究は主に古代王国時代に盛んに行われ、ファラリスに従う者達が住む「魔界」が発見されている。また「星界」の存在もこの時代に確認されており、強力な破壊魔法として知られる「メテオ・ストライク」の魔法は、「星界」から隕石を呼び寄せる召喚魔法の一種である。ただ共に魔法王国時代の政争によって発見者が処刑されており、殊に「星界」の研究は以後禁忌とされてしまっている。他にも各教団は死後の世界として「冥界」の存在を説いており、代表的なものとしてはマイリー教団の「喜びの野」、チャ・ザ教団の「至福の島」などがある。それらいくつもの世界をラーダが統べるとされる「星界」が取り囲んで物質界を構成しているとされている。この他にも確認されていない物質界が存在すると考えられており、代表的な例としては「魔界」と対になるファリスに従う者達が住む「天界」や、「神々の大戦」で竜族が“召喚”されたと伝えられていることから「竜族だけが住む物質界」などがある。
最後に「精霊界」のさまざまな力が「物質界」に届くように、その仲介となる「妖精界」が作られたとされる。エルフやドワーフ・グラスランナーなどは、元々この「妖精界」の住人であり、「神々の大戦」の時に物質界に召喚されている。また「夢幻界」と呼ばれる世界もあり、混沌界と同じ意味なのかどうかで意見が分かれている。
大地は地球のような球体ではなく正方形をした平面であり、その4つの頂点はそれぞれ東西南北を差しているとされる。ただし、理由は解説されていないが地平線は存在する。北に氷の門（あるいは大地の門）、南に炎の門、東に風の門があり、険しい気象条件や精霊力によって扉を閉ざしているが、唯一西の水の門だけは閉じられておらず、水が滝となって零れ落ちているとされている。この水の流れが時の流れを作っている。一方、クリスタニアはこの不完全であった世界から一つの大陸を隔離することで、完全な世界を作ろうとしたものである。クリスタニアの世界にとって「時間」という概念は存在せず、歴史はあらかじめ決まっているもの、繰り返すものであり（これを「周期」という）、人々は神の定めた周期に従って生きていた。しかし、紆余曲折の末にこの周期は作中で終わりを告げている。
世界設定の根底に流れる世界観は、国々の設定の多くに中世ヨーロッパ風のイメージを取り入れながらも善悪二元論で語られることは少なく、むしろ陰陽思想に近い。フォーセリアで最終的に越えるべき障害として立ちはだかるものは、パワーバランスが「善悪」や「秩序と混沌」、またはそれ以外であっても、ある一方に偏ったときに出現している。これに対抗する思想がロードス島戦記に登場するカーラに代表される。

## 地理
文章中に東西南北などの表現がみられるが、フォーセリアにおいて気候風土はその土地でより強く影響を及ぼしている精霊によって様々である。

### アレクラスト大陸
ソード・ワールドの中心舞台。フォーセリア世界の北部に位置する。世界で最も広大な大陸。古代魔法王国の中心地でもあった。その広さからほぼ7つの地域（東から「極東地方」「北東地方」「無の砂漠」「南部地方」「中部地方」「中原地方」「西部諸国」）に分けられる。無の砂漠を除外し、中原地方を北部と南部に分ける数え方もある。

#### 中原地方
アレクラスト大陸の中央部からやや西よりに位置する地域。北東部は遠く無の砂漠へと続き、南東部は巨大な湖であるエア湖と接する。中原で最も南部に位置するロマールには「自由人たちの街道」が通っており、東部は中部地方のザインと、西部は西部諸国のベルダインと繋がっている。ロマールからは北部にむかって「いにしえの街道」が伸びており、順にファンドリア、オーファン、ラムリアースと結んでいる。また、オーファンからはヤスガルン山脈とクロスノー山脈の間を抜けるように西部諸国のタイデルと結ぶ道も存在するが、これは冬の間は閉ざされて使用することができない。北部と南部に分ける場合は、それぞれオーファンとラムリアースが北部、ロマールとファンドリアが南部に分類される。
オーファン王国
王都はファン、王城はシーダー、現国王は建国王リジャール、騎士団は鉄の槍騎士団。
アレクラスト大陸中原地方の北部に位置する王国。新王国暦500年に、冒険者出身で邪竜クリシュを倒した「竜殺し」リジャールによって建国され、以来「剣の国」と称せられる。新王国暦494年まで存在した「ファン王国」の継承国家であるが、南部地方がファンドリア王国として分立したために継承したのはファンの領土の北半分に留まっている。
ファンドリア王国
王都はファンドリア、王城はスカイリフター、現国王はテイラーII世、騎士団は月桂樹騎士団と暗黒騎士団（黒剣騎士団）の2つ。
中原地方の中央に位置し、大陸で唯一“暗黒神”ファラリスの信仰を公認しており、「混沌の王国」とも称せられる。
新王国暦494年にテイラーI世が“鉄足のロバ”貿易商ギルド、“千の指”盗賊ギルド、“鮮血の短剣”暗殺者同盟、ファラリス神殿などの有力組織によって擁立され建国。ファンドリアが建国を宣言した新王国暦494年をもってファン王国の滅亡年とされている。
現在でも強力な王権が存在せず、国政の実権はファラリス教団“闇の最高司祭”ベイルと暗殺者同盟に握られており、王権強化を志した初代国王と前国王は変死を遂げている。
国を牛耳る有力組織が自分達に都合の良い法律を乱発したために、「束縛からの解放」を謳うファラリスを公認しているにもかかわらず、法律がやたら多い国となっている。
ロマール王国
王都はロマール、王城はウインドライダー、現国王はアスナーII世、騎士団は隼騎士団と白鳥騎士団。他に禿鷹の傭兵隊と燕の傭兵隊がある。
アレクラスト大陸中原地方南部に位置する王国。当初は大国に囲まれた都市国家に過ぎなかったが、新王国暦500年代、現国王で獅子王と渾名されるアスナーII世の時代に軍事大国レイド帝国を吸収（レイド併合）して、急速に強大化した。
王都ロマールは、東西に「自由人の街道」北から「古の街道」南から「夏への街道」が交わる交通の要衝に位置し、「旅人たちの王国」「十字路の王国」の通称がある。そのため古くから交易が盛んで、盗賊ギルドが支配する「闇市」は“手に入らない物は無い”とさえ言われるほどで、実際に金次第でどんなに違法なものでも手に入る。またその潤沢な資金により、この街の盗賊ギルドはアレクラスト最大規模を誇っており、国内外に強い影響力を及ぼしている。
国名など多くの部分でローマ帝国を設定の原点にしており、闘技場における剣闘士奴隷の存在はその最たるものである。
ラムリアース王国
王都ライナス、王城グレイ・フォレスト、第16代国王フレアホーン（「ワールドガイド」では第27代）。騎士団は魔法騎士団と白蹄騎士団。新王国暦7年に建国されて以来存続しているアレクラスト大陸最古の王国で、国名は古代王国の言葉で「森」を意味する。
初代国王リチャード・アレスタスは古代王国の出身と伝えられ、「剣の時代」にあって建国時から一貫して古代語魔法の伝統を受け継ぎ、「魔法王国」の異名を持つ。ラムリアースの「賢者の学院」は、マナ・ライによって魔術師ギルドが創設されるまでは、アレクラスト大陸唯一の魔法研究機関であった。また魔法が盛んであることから、都市部を中心にラーダ神の信徒が多いのも特徴。
「ユニコーンの国」との異称もあり、「一角獣（ユニコーン）の森」にはユニコーンやドルイド達が住み、優秀な兵士（レンジャー）によって構成された約100名ほどの森林衛士隊が常時守りに就いている。また魔精霊「アトン」が出現した無の砂漠（古代王国時代の王都フリーオン跡）が隣接している。「一角獣の森」のドルイドには昔から優秀なシャーマンが多く、古代王国時代末期には邪宗として弾圧されながらも、早くから精霊都市フリーオンの危険に気付き、たびたび警告を発していた。
過去に隣国ファン王国の侵攻を受け、その後継国家のうち憎悪の対象であった暗黒騎士団を継承したファンドリア王国とは現在も対立関係にあるが、そのファンドリアと対立関係にあるもう一方のオーファン王国とは友好関係を維持している（正確には「相互不可侵」の関係）。
巨人たちの王国
ロマールの南に位置する「ドゥーデント半島」の俗称。その名のとおり多数の巨人が住んでおり、高い知性を持つ古代種の巨人が下位の巨人や人間たちを治め、外部とはほとんど交流がなかった。自由人たちがロマールから南へ新しい街道を建設したことによりロマール軍の侵略を受けたため、魔力によって閉ざされた。

#### 中部地方
中部地方は、新王国暦300年代に整備された「自由人たちの街道」によって東部地方と西部地方が結ばれてから、街道沿いに誕生・発展した地域である。よって東西の文明圏が交じり合い、言語もこの地方が分岐点（西のロマールと接するザインは西方語圏、東のオランと接するエレミアは東方語圏）となる。
ザイン王国
王都はザイン、王城はシャイニングトライデント、現国王は第4代ゼウヌス、騎士団は雷魚騎士団。
北部にアレクラスト最大の湖であるエア湖があり、「湖岸の王国」との異名を持つ。主産業は農業。
前身は新王国暦490年に邪竜クリシュによって滅ぼされたモラーナ王国。ガメル銀貨を発明したガメル伯爵は、モラーナ王国の大臣であった。また、オーファンのリジャールの王妃メレーテもモラーナ王家の出身である。国内にモラーナ王国再興を望む一派を抱えていたため、『湖岸の国の魔法戦士』で和解が成立するまでオーファンとの仲は必ずしも良好とは言えなかった。
エレミア王国
王都はエレミア、王城はバーニングアイアン（出典：「ワールドガイド」）、現国王は第11代サニトークIII世、騎士団は角笛騎士団。
「砂塵の王国」や「職人たちの王国」と呼ばれ、商工業が発展している。大きな港を持ち海洋貿易も盛んで、南海に浮かぶ“呪われた島”ロードス島からも行商人が訪れ、陸と海、双方の交易でも栄えている。
北部は「悪意の砂漠」との異名を持つカーン砂漠と接し、ここには邪教であり終末の巨人に属する“約束の地に導く偉大な精霊アトン”を信奉するケシュ族の大集落がある。
建物や衣服、王家の歴史などにアラビアン・ナイトからの影響を想起させる設定を持つ。

#### 北東地方
ロドーリル王国
王都はチェイス、王城はサンダークラップ、現国王は第14代ジューネIV世（女王）、騎士団は鉄の鎚騎士団。
周囲をバヤン山脈・マスラウム山脈・エストン山脈に囲まれた盆地に位置し、寒暖の差が激しく、農業には厳しい土地柄となっている。
「女王の国」と呼ばれるほどの国民の「絶対的な忠誠」を背景に現女王の即位と共に領土拡張を推し進め、瞬く間にファノン王国を始め周辺の小国を征服、「戦争王国」とも称せられる。その後十年かかって城塞都市プリシスを手中にした。これによりオラン・ミラルゴと国境を接することとなり、両国への脅威となっている。
度重なる対外侵略は街道の名前にも影響し、プリシスに至る「麦の街道」は「白刃の街道」に、バイカルに至る「青の街道」は「ひび割れし街道」へと名前を変えた。現女王は魔法を異様に嫌い、魔法の使用を禁止している。
現在は領土拡大の侵略が限界に達し、プリシスを侵略した“鮮血の将軍”ヒュードが率いる軍勢がオラン・ミラルゴ連合軍に大敗し、ジューネ女王がプリシス解放を宣言、ヒュードの首を敗戦の証として差し出しミラルゴ・オランと不戦条約を結んだ。北のバイカルからも軍を撤退。
バイカル
王都はボリス、王城はシルバーホエール、現王は第11代スノーリクII世、騎士団は銀鮫騎士団。
アレクラスト大陸の最北に位置する多数の部族からなる連合国家。「海賊王国」とも「海の国」とも呼ばれる。実質的な権力は、バイカル最大の部族の長で「海賊王」とも呼ばれるギアースが握っている。
プリシス
同名の都市国家で、王城はアンバーキャッスル、最後の国王は第14代セファイル、騎士団は琥珀の騎士団
10年余りに渡ってロドーリルの侵攻を退けてきた「城塞都市」だったが、迎撃戦を主導していた“指し手”ルキアルが新王国暦519年にロマールに招聘され、残されたセファイル王やマイリーの高司祭"砕ける事なき"ロンドバーグの奮戦も虚しく、ロドーリルに征服されてしまった。
ロドーリルがミラルゴ・オラン連合軍に敗れたことで解放され、滅亡した王族に代わって有力市民達が評議会を組織し、自治都市を宣言する。初代元首として“指し手”ルキアルがプリシスに戻り、自らを「頭領」と称した。
ごく親しい相手以外には自分の真の名を隠し、日常では偽名を用いるという独特の風習がある。ただし「国王は国民の最も親しき友であれ」との思想の下、国王のみは常から真の名を名乗る。

#### 南部地方
現在はオラン王国しかないため、オラン地方とする呼び方もある。
オラン王国
王都はオラン、王城はエイトサークル、現国王はカイアルタードVII世、騎士団は車輪の騎士団。
首都オランは大陸一の大都会であり、そこに作られた『賢者の学院』はラムリアースで作られて以降、初めて魔術師ギルドを作った“大賢者にして至高の魔術師”マナ・ライ師を始め、オランの学院で『知識の塔』の長を務め“知らぬ事なき”クロードット、ラーダ大神殿の最高司祭“旧きを伝える”トルセドラ、「自由人たちの街道」の建設を主導したパルマー・ローリなど、著名な賢者を数多く輩出し「賢者の国」とも称せられる。
また国内の都市「パダ」はかつて魔法王国時代の空中都市レックスが地上に墜落した跡地であり、様々なマジックアイテムが得られるため国内外から冒険者たちが集う。

#### 極東地方
アノス
王都はファーズ、王城はホーリーハンマー、現国王は法王レファルドIV世、騎士団は光の騎士団。またファリス神官戦士団である聖堂騎士団を擁している。
国民の大多数がファリス信者であり、王都ファーズのファリス神殿は大陸最大規模を誇り、この大神殿の最高司祭（法王）はアノス国王であると共にアレクラスト大陸東方の全ファリス教団を統括している。そのため、実質的にファリス教団による国家という意味で「聖王国」と冠して呼ばれる。
ミラルゴ
王都はグラード、王城はグレートプレーン、現国王は第13代クーナ（ジャーバ族出身）、騎士団は鉄の蹄騎士団。
遊牧民の諸部族による連合国家で、会議によって王を選出する草原の国。部族同士の争いは「戦い」と呼ばれるが実態は一種の模擬試合で、国外への領土的野心もほとんど無い平和な国であったが、プリシス陥落によりロドーリルと国境を接することになった。
半人半馬の幻獣ケンタウロスがミラルゴでは国民として扱われており、族長である“金色の尾”パタを筆頭に古代魔法語を扱うケンタウロスも存在。パタはミラルゴの大臣を務めている。
『巨人像』と呼ばれる古代王国の遺物がかつて存在した。特殊な石材で作られ大木ほどの高さがある巨大な人形の彫像で、アノスとミラルゴの国境地帯に佇んでいたが、あるとき冒険者と共に“無の砂漠”を目指し人里を避けるように消えていった。
ムディール
王都はムディール（孔雀羽の都）、王城は青竜城、現国王は第21代ティン、騎士団は虎の牙騎士団。
アレクラスト大陸極東部東端に位置し「最果ての国」と称せられ、大陸南岸の諸都市を中心とした交易で栄える極東の国。王都の別名「孔雀羽の都」は、街の建物の多くが派手な原色に塗られていることに由来し、彩色だけでなく装飾にも凝った建物が多く見られる。内陸部では小麦を中心とする農業が盛んで、他に絹や木綿の織物を特産とする。（中世の中国のイメージが強いと思われる）
交易には主にガレー船が使われ、この国の武装商船は勇猛さで鳴るバイカルの海賊すら手出しをためらうほどだと云われ、実際に海賊被害は少ないらしい。交易相手は大陸全土はもちろん、イーストエンドにまで広がっている。港湾都市クォンにはチャ・ザ教団の本拠地（大神殿）があり、「万物を計る」ダーベルチェイスが最高司祭を務めている。また北部には古代王国時代の幻覚都市「マーラ・アジャニスの都」が眠る「妖魔の森」が存在する。

#### 西部諸国
10の都市国家が存在することから「10の子供たち」（テン・チルドレン）と呼ばれている。この呼び名は、東の大国などから小国であることを揶揄する意味で使われだしたが、現在では一般的な通称として定着しており、当初の蔑称的な意味合いは希薄になっている。文化面では大陸で最も先進的な地域であるとされる。
東に隣接する中原で、ファン王国の滅亡とファンドリア・オーファンの建国、ロマールのレイド併合といった波乱が続いたことで危機感を抱いた各国が、新王国暦500年のタイデルの盟約によって、東の大国（オーファンやロマール）に対する同盟関係を結んでいる。ただし、軍事面は総じて貧弱であるため、実際には10国を合わせても東の大国の武力には遠く及ばない。
ベルダイン王国
現国王はブラウン・ハディス、騎士団は真紅の星騎士団。「真紅の星」はベルダイン城の形に由来する。
新王国暦430年のコリア湾沖地震後に建設された新市街と、それ以前からの旧市街（港湾部）とで「親子都市」と呼ばれる。
コリア湾に面し、比較的温暖で冬でも雪はほとんど降らず、農業と牧畜が主産業。しかし都市部では商業が盛んで西部諸国中最大の経済力を誇ると共に、「芸術の街」と異称されるほど芸術も盛んである。芸術の神ヴェーナーの信者が多い。
ガルガライス
現国王は黒真珠の女王ベイブリス。王城のガルガライス城は海岸から1km沖合いの小島にあり、日に2回の干潮時だけ陸路が出現する。
コリア湾の東岸に位置し、真珠漁とオリーブを始め農業が主産業で、海路を用いた東の国との交易も盛んに行われている。一年中真夏のような気候のため「終わりなき夏の街」と呼ばれる。海に面した傾斜地に村がそのまま巨大化したかのような外観で、50m幅のメインストリートが放射状に配置されている。
ガルガライス人は健康的な肉体を晒すことをごく自然なことと考えており、他国でもよほど寒くない限りは出来るだけ肌を晒す服装を好む。
ザーン
現国王はギャスクV世。
西部域最小の王国であるが、オパール鉱山の跡地を利用した「岩の街」と呼ばれる城塞都市であり、西部域最大の防衛力を有するとされる。
特産のワインを中心にした農業と牧畜の国。街の南側の岩壁に建国の女王ナイアフェスの上半身が彫られており、ちょうど冠に当たる部分が王族の居住部分となっている。また街の最上部には「空中庭園」と呼ばれる上流階級だけが入れる庭がある。
この街の盗賊ギルドは、隣国ドレックノールのギルドと比べれば規模が小さいながらも、国内での影響力が大きく国家運営にも関与している。ドレックノール盗賊ギルドから度々干渉・策謀を受けているが、すべて退けて独立を守っている。
ドレックノール
現国王はショルスIX世であるが、彼は傀儡に過ぎず、人並みの能力は何ひとつ持たぬと言われている。実質上の支配者は盗賊ギルドのギルドマスターのドルコン。
コリア湾に面するシエント川の河口に位置し、都市は三角州の中にある。比較的温暖で冬でも雪はほとんど降らず、輸入品を扱う商業と漁業が主産業。
住人の一割が盗賊ギルドの構成員だともいわれており、盗賊ギルドが事実上の支配権を握っていることから「盗賊都市」と呼ばれる。盗賊ギルドに保護料さえ払えば、闇司祭やダークエルフも居住することが可能である。西部諸国のみならず大陸全体でもロマールに次ぐ規模を誇る盗賊ギルドは、ドレックノールの尖兵として他国で勝手に活動する事があり、他の盗賊ギルドからは警戒されることが多い。隣国ザーンやリファールの盗賊ギルドとは明確に対立している。
リファール
現領主はリュキアン・ラジール王女。リファールでは「女王」は王の夫人のみ名乗るため、独身であるリュキアンは急逝した父王から地位を受け継いだ後も王女を名乗っている。
サイモーン王国を崩壊させたダッカ・ラジールによって建国された。西部域のほぼ中央に位置し、シエント河中流に川を挟む形で街が形成され、気候的に農業や牧畜に適しており、街の西地区を中心に染物、陶器、金属細工、革細工などの二次産業が発展している。そのため商業の神チャ=ザに入信している者が多く、事実上の国教の地位を得ている。
楽観的な住民気質から外敵に備えた城壁を作らず、他国からは少なからず嘲笑を込めて「夢見る都」と呼ばれている。騎士団は少数精鋭主義で編成されており、数こそ40人しかいないが西部諸国で最強との呼び声が高い。兵数の少なさは冒険者・傭兵などから構成されるフリーガードと呼ばれる巡回守備隊を組織することによって補完している。
現領主のリュキアンは、美貌と優しい性格から国民の人気は非常に高いが、優柔不断な性格のため政治には不向きで（ただし、小説「ジェライラの鎧」に於いて理に適った経済論を見せている）、既に老境にさしかかった大蔵大臣ピド・オレイアスが治世を補佐している。また適齢期に達した王女の結婚話は西部諸国全体の話題になっている。北のゴーバとの間で領土紛争が存在している。
ラバン
現国王はフォルク・ブリード。「女たらし」の異名があり、独身ながら隠し子10人以上と噂されるが、統治者としては水準以上で、国民の評判は悪くはない。
王国暦379年の建国で、西部諸国内でも歴史の最も浅い国ゆえ「新しき街」と呼ばれる。農業と牧畜が盛んな国で、名馬の産地として有名。
約150年前にサイモーン王国の「無能王」マバーロIII世が、巨大な地下迷宮を作るために平原だった地に人を集めたことに由来する。そのため、高度な石工技術を有する西部域最大の石工ギルドがある。また、建設途中で放棄された地下迷宮が街の地下に広がっているといわれている。
タイデル
現国王はアルバスIV世。
ヤスガルン山脈とクロスノー山脈の間に位置し、西部諸国で最大の国土と軍事力を誇り、軍事・政治面では西部諸国の中核的存在。
農業と牧畜が盛んであるが、中原地方と西部諸国との結節点でもある交通の要衝で、東西南北の四方に街道が伸びていることから「十字路の街」と呼ばれる。必然的に交易・商業が発達し、物資と共に情報も集まることから情報戦の技術にも長けている。この国の諜報機関（ディスポーザル・スプライツ）の優秀さは裏の世界では有名で、現諜報大臣アルトニー・カントロは「千の目と耳を持つ」と異称される。さらに西部諸国ではドレックノールに次ぐ規模の盗賊ギルドがある。
タラント
現国王はカーナニスIII世。
「空への梯子」と言われ大陸で最も高い山々を有するクロスノー山脈のうち、ヤスガルン山中の盆地にある。「森と草原の王国」とも呼ばれ、街はテーブル状の岩山の上に作られ「空に近い街」と呼ばれる。そのため街に入るには、隣の山から渡された吊り橋を利用するか、「牛の坂」と呼ばれる急坂を登ることになる。
主な産業は鉱業と牧畜。人口の1割以上をエルフが占める。当然ハーフエルフも多く、精霊魔法を使う魔法戦士も多い。現王のカーナニスもエルフの血を引くと噂されるほか、王妃はエルフ、王太子と妹姫はハーフエルフであり、他にもエルフ集落の族長が国政に参加しているなど、国の中枢部にもエルフやハーフエルフが食い込んでいる。そのため、表面的な差別は少ないが、一部の人間至上主義者が過激化して問題になっている。
ゴーバ
王城は荒鷲城、現国王はサナンI世。
シエント川の上流にあり鉱山と林業が主産業で、斜面に階段状に都市が形成されていることから「階段都市」と呼ばれる。概ね機能別に5層に分れ、金（上流居住区）、銀（商業地区）、銅（工業地区）、鉄（精錬地区）、石（採掘場）と呼ばれる。
最上部の王城へ通じる道は、急坂の「王の道」、ゆるやかな「臣の道」、荷物や病人用のゴンドラの3本がある。国王は必ず「王の道」を使わねばならず、これに耐えられなくなったら退位と定められている。
人口の4割をドワーフ族が占め、戦の神マイリーと鍛冶の神ブラキが広く信仰されている。森林伐採に伴う森の民との確執が問題化している。
プロミジー
王城は白骨の城（巨大海獣の牙や骨で飾られている）、現国王は「狩人王」タズラン。彼は異名の通り元狩人で、その腕と活躍を見込まれて先代の国王の娘婿となり、後を継いだ。なお王妃とは死別している。
タイデルから北に伸びる街道の終点で、氷結海と呼ばれる氷の精霊力が非常に強い海に面したプロム湾岸に築かれた「さいはての街」。人口約2,500人の西部諸国で最小規模の王都は、高い丸太を並べた城壁を持ち、猟師や漁師、鉱夫の交易所として機能している。
気象条件から事実上農業は不可能で、狩猟と小規模な鉱業が主産業。特にバリスタ付きの氷上帆船を使った巨大アザラシ狩りが有名で、アザラシの皮から作られるレザー・アーマーを特産品として輸出している。この地の戦士達は、厳しい気象条件から凍傷の危険性がある金属製の鎧や装具は好まず、武器も柄の長い斧や槍を扱うのが一般的となっている。また盗賊ギルドにはスリや物乞いがおらず、漁師や狩人を副業としている者が多く、国内的には自警団的な性格を持っているが、諜報機関として国外での活動も盛んだといわれている。
ソリの付いた氷上帆船で構成された海軍があり、旗艦である大型戦艦「嵐の大帝」（ストームカイザー）を擁する。
パルマー
国家に属さない500人ほどの自由開拓民の村で、「自由人たちの街道」の西の終端。村の名前は「自由人たちの街道」建設を主導したパルマー・ローリに由来する。
住人の多くは「自由人たちの街道」を建設した人々の末裔で、そのため西部諸国のうちにありながら東方語を日常語としている。ドレックノールからパルマー村までの自由人たちの街道は、馬車1台がやっと通れるほどの小道になる。
精霊力を矯正することで病気を治す術が、混沌の地から渡ってきた一人の男によって授けられたと伝えられている。
サイモーン王国
新王国暦324年に、現在のドレックノール・リファール・ゴーバ・ラバンを含む地域に、当時のドレックノール侯だったマバーロI世により建国された。
「無能王」と呼ばれたマバーロIII世の失政から、後のリファール建国王ダッカ・ラジールの叛乱を招き滅亡。
パイニーヒル神殿
リファールとゴーバの国境付近にある男子禁制のマーファ神殿で、通称「縁切り神殿」とも呼ばれる。不幸な女性の救済を目的としており、主に結婚の解消を望む女性を保護している。
創建時から一切の公権力の介入を断固拒否し続けるなど、マーファ神殿としては異例と思えるほど戦闘的な面があり、「タイデルの盟約」でも特別に不介入・独立を不文律として認めている。またこの神殿の神官戦士団は、西部諸国屈指の戦闘力を持つといわれている。

#### 街道
思い人の街道
ミードからミラルゴに至る街道（ミード〜フオス）。ある恋人たちの伝説からその名が付いた。
蛇の街道
オランとプリシスを結ぶ街道で、山岳部を曲がりくねって進むことから名付けられた。
雲の上の街道
アノスからグロザムル山脈を越えてオランに至る街道（ファーズ〜ソーミー〜ブラード〜カゾフ〜オラン)。グロザムル山脈越えの道は、数百段という石段が多数ある。
白刃の街道
ロドーリルのチェイスからプリシスを経由して、オランのミードに至る街道。元々は南部から北部への主要な食料供給路であったため「麦の街道」と呼ばれていたが、近年度重なるロドーリルのプリシス侵攻に利用されたため、白刃の街道と呼ばれるようになる。
歌声の街道
タイデルとベルダインを結ぶ険しい山岳街道。盗賊や妖魔が出没する危険な街道だが景観は秀逸で、この街道を往来する吟遊詩人やヴェーナーの神官がこの景観を題材に多くの詩を残したことが由来。
自由人たちの街道
オランから始まり、エレミア〜ザイン〜ロマール〜レイド〜ベルダイン〜ザーン〜ドレックノールに至り、最終的にパルマー村を終端とする街道。
オランの賢者パルマー・ローリの提唱によって新王国暦300年頃に建設が始まり、パルマー・ローリの死後新王国暦350年に完成した。街道沿いは、徒歩半日の間隔で宿泊のための小さな小屋が完備されている。
エールの街道
オーファンの王都ファン〜グードン〜ラムリアースの王都ライナスを結ぶ街道。酒樽を満載した荷馬車が通ることに由来した名前。
光と闇の街道
オーファンの王都ファン（光）とファンドリア（闇）を結ぶ街道。
いにしえの街道
ラムリアース王国の王都ライナス〜ルーナム〜ファンドリア〜レムリア〜ロマールに至る、中原地方を縦断する幹線街道。
夏への街道
ロマールと「常夏の街」フェルダーを結ぶ街道。

### アザーン諸島
アレクラスト大陸の南東に位置する諸島。大小4つの島があり、シナリオ集『虹の水晶宮』の舞台となっている。文化形態は大陸のものと全く同じで、交易も盛んに行われている。ソード・ワールドRPGリプレイ風雲ミラルゴ編、ソード・ワールドRPGリプレイアンマント財宝編ではアザーン諸島の商人が大陸で活動していることも描写された。

### イーストエンド
アレクラスト大陸の東にある細長い島。形状が日本列島に似ており、独自の文化が発達しているといわれている。ロードス島より遥かに近い位置にあるが、閉鎖的な社会のためか交易はあまり行われていない。土着の太陽神「天照神シャナ」を奉じる「神宮」が治める神官政治が行われている。

### ロードス島
『ロードス島戦記』の舞台。「呪われた島」と通称され、実際に呪われたと表現しても過言ではないような過酷な場所が島の随所に存在する。アレクラスト大陸の南に位置し、大陸とはわずかながら交易が行なわれている。大まかに7つの地方に分けられる。
神話の時代にはアレクラスト大陸の一部であったが、「神々の戦い」において破壊神カーディスの呪いを受け、呪いの拡大を防ぐべく大地母神マーファによってアレクラスト大陸から切り離された、とされている。ロードス島の南にある小島マーモが破壊神カーディスの封印された地とされ、大地母神マーファもロードス島にて力尽きたと伝えられる。
新王国暦525年の邪神戦争終結（灰色の魔女カーラの活動停止）以来、「呪われた島」は次第に使われなくなり、「解放された島」との呼称が広まりつつある。数十年後の時点ではアレクラスト大陸で「楽園の島」と呼ばれた例がある。また、約300年後のクリスタニアでは、ロードス島出身者の末裔は自らの故郷を「北の解放された島」と呼んでいる。

### ケイオスランド
アレクラスト大陸の西にある大陸。「混沌の地」と呼ばれ、大陸の北部は混沌を司る存在（あるいは混沌そのもの）であるジャカオに飲み込まれつつある。ジャカオを信奉する混沌の勢力と、神話の時代に他の神々が混沌から逃げ去った後も唯一この地に踏み留まってジャカオと戦った「バルキリーの女王」を信奉する氏族との間で争いが続いている。それ故に六大神を始めとする他の神々は、混沌から逃げた存在であるため信仰の対象とされていない。
創世神話では、西の果てにある「水の門」が閉じられて世界創造が完成する前に神々の大戦が勃発し、結局「門」は閉じられずに終わったとされているが、西方に位置するケイオスランドで混沌からの干渉が強いのは、このことと関係があるのかも知れない。
古代王国時代には版図に含まれていた模様で、アレクラスト大陸と同様の遺跡が存在する他、「凶主」という名で古代の魔術師が伝承されている。今日では失われた混沌魔術の発祥に深く関わっていたと思われるが、魔法王国崩壊と共にその記録も失われた。
長らくアレクラスト大陸の住人からは忘れられた存在であったが、新王国歴501年にベルダイン王リカルド・ハディスが派遣した「混沌の地」遠征隊がケイオスランドに到達したことで、様相が大きく変わる。冒険者出身の騎士プライア・ウルグを隊長とする遠征隊は到達直後に船を失い、現地のオークレイ氏族との争いや侵攻してきた混沌の勢力との戦いで多くの犠牲を出しながら、ついに最初の村（十一番目の子供：イレブンスチャイルド）を確保することに成功する。そしてマーファの司祭マリク・ポストが、「リターンホーム」により唯一アレクラスト大陸への帰還を果たす。それから3年後、マリクがケイオスランドで体験した出来事を纏めた“帰還者の手記”を発表したことにより、広くケイオスランドの存在が世に知られるようになる。その後、満を持して航路図が発表されると、様々な理由で新天地を求める人々がベルダインに集まり、海路でケイオスランドへ向かうことが可能になった。
また、“墜ちた都市”レックスの遺跡でケイオスランド北部の都市ゾディークに通じる「移送の扉」が発見されたが、発見した冒険者達の手によって直後に破壊されてしまった。これ以後、新たな「移送の扉」は発見されておらず、ケイオスランドへ行くには海路が唯一の方法となっている。
なお、この地でマイリーの神官が神に祈ると「女王」が答えるという深刻な事態に遭遇するが、他の神々については大陸と特に相違点は見られない。

### クリスタニア大陸
ロードス島のさらに南に位置する大陸。現在公表されているフォーセリア世界の大陸の中では最も南部に位置すると考えられている。瓢箪のように中央部がくびれた形で、大きく北クリスタニアと南クリスタニアに分けられる。
神話の時代の神々の大戦において中立を貫いた中立神たちが、闇の陣営の放った「神殺しの竜」から身を隠した大陸で、中立神達は神の肉体を捨て獣の体に魂を移すことで追手の目を欺いた。この神の魂を宿した獣を「神獣」と呼び、神獣達はクリスタニアを外界から遮断することで完成させた世界を創ろうとした。
この大陸を舞台とするクリスタニアシリーズは、ソード・ワールド及びロードス島戦記の時代から300年以上後の年代とされている。

### ファーランド
プレイヤーに対して、完全に解放されている大陸。公式設定は何一つなく、プレイヤーが自由に設定することが認められている。

## 神
フォーセリアには、概念としてでなく、神が実際に存在する。勿論信者もおり精神体も存在している。
だが、その全ては神話の時代に起こったといわれる「神々の大戦」によって肉体を失い、物質世界に直接干渉することはできなくなっている。
司祭がこの神々に祈り願うことによって、間接的に神の力を借りて奇跡を行使することができ、これを神聖魔法と呼ぶ。
このほか、クリスタニア大陸では獣の身体に神の魂が宿った神獣が現存している。これについてはクリスタニア#神獣で扱う。

### 六大神
アレクラストやロードスで特に信仰されている神々の内、主要な存在である6柱の神を「六大神」という。以下に示す。
ファリス
至高神。始源の巨人の左腕より生まれ、光の下の平等と正義を司る。信者には裏表の無い公明さを持ち、約束を守り、等しく働き助け合うことを求める。法律は人々に平等に適用される大きな約束事であるためにこれを重んじることが推奨されており、結果として二義的に法と秩序をも司っている。また光の象徴である太陽とも密接な関係があり、太陽神としての神格も言及されることがある。
光の神々の長であるとされ、神々の大戦の時には光の陣営を率いて、暗黒神ファラリス率いる闇の陣営と戦った。
教義にはいわゆる基本的な道徳に通ずる部分が多々あるため、フォーセリア世界における文明圏では広く浸透しており、最も多くの人々の間に信仰されている。ただし、法と秩序という神格であるがゆえに、ファリスの教団は形式化されたより複雑な教義を定めている。それは本来神の声を聞くための手段に過ぎないのだが、熱心な信者であるほどしばしば教義の形式に呑まれ、意味ではなく形のみを盲信する、狭量あるいは融通の利かない人物になりがちである。そのため教団で高位の司祭であっても神聖魔法を使えない者が少なからずいる。
アレクラスト大陸極東地方の聖王国アノスや、ロードス島の神聖王国ヴァリスでは国教とされており、政治の上層部には教団の実力者が就いている。また、その他の多くの国でも特定の国教を持たない限り、政治上層部はファリス信者であることが多い。
ホーリーシンボルは先端の尖った十字形で「光十字」と呼ばれている。また、善なる者は死後天国へ迎え入れられ、邪悪な者は冥界に堕ちると説く。
クリスタニアの神であるフェネスは月の神であり、ファリスの弟であるとされている。
マーファ
大地母神。始源の巨人の胴体より生まれ、自然と豊穣を司る。慈愛の女神でもあり、結婚・出産を祝福してもいる。
教義は「自然であれ」。ただし自然崇拝というわけではなく、人間として自然に生きることを説いている。自衛や狩り以外のあらゆる戦闘を禁止している。ただし、アンデッドは存在すべきではないものとしている。また、自殺を固く禁じている。
農民層に信者が多く、農村出身者の多い下級兵士にも影響力が及んでいる。その反面、既存の支配体制と相反する面を有していることから、王族や貴族など支配階級には煙たがられる傾向にあるが、結婚・出産を司ることから支配階級であっても女性には信者が多い。
死者は大地に還り、新たな再生を迎える、と説く。
神々の大戦では宿敵である破壊の女神カーディスと戦い、相討ちとなった。その終焉の地はロードス島の北部とされている（カーディスの終焉の地はロードス島南部のマーモ島である）。カーディスが滅びる間際に大地にかけた呪いが広範囲に広がることを防ぐため、最後の力で、当時は大陸と陸続きであったロードス島を大陸から切り離し、はるか南へ移動させたのだという。同島西北端の「大直崖（グレート・ストレート・クリフ）」がその痕跡であるとされる。
ホーリーシンボルは三日月に見えるが、実は農業に用いる鎌を表している。
マイリー
戦神。始源の巨人の右足より生まれ、戦いと勇気を司る。戦士や傭兵が主に信仰する。戦槌がシンボルとされることが多い。
教義は「生きる事は戦いである」「勇気は力を導く」。正義のための戦いを推奨し、勇者に力を与える。臆病や卑怯な振る舞いを禁じている。神官は、「勇者」に仕え導くこと、あるいは自らが勇者となることを目指し、それを自らの信仰の最大の証と考える。そのため神官は多くの場合、戦士としての鍛錬も積んでおり、マイリーの神官戦士軍団は極めて強力である。
勇気を持って戦い死んだ魂は喜びの野に赴いて永遠の戦いを楽しみ、臆病な生き方をした魂は冥界に堕ちると教えている。永遠の戦いを死後の報酬としているため、普段一般的な意味での戦いに縁のない人々には信者は稀である。
「混沌の地」で信仰されている“戦乙女を統べる「女王」”（キュラフ）との共通点が多く、あるいは同一の神格ではないかと言う意見や、マイリーの従属神である「有翼の女神」との類似性を指摘する意見が散見されるが、混沌の地で「女王」の声を聞いたマイリーの神官は、マイリー神とは異質と否定している。一方で彼の地では「女王」こそがジャカオに対抗した唯一の神であり、ジャカオから逃げ去ったその他の神と「女王」を同一視することは、その「使徒」のみならず多くの者にとって受け容れ難いことである。なお、名前ではなく単に「女王」と呼ばれるのは、他に同列視する存在の居ない唯一神を崇める民には良くある事例で、混沌の地でも安易にキュラフの名前を口にする事は避けられるが、禁忌と言うほどではない。
チャ・ザ
幸運神。始源の巨人の左足より生まれ、幸運と交流を司る。転じて商売の神としても信仰されていて、商人の他に職人が主に信仰する。盗みを禁じているが、盗賊にも信者が多い。
商売は人と人との交流に繋がり、交流は幸せに繋がると説いている。不平等な取引、盗みや詐欺などの「他人を不幸にすること」を禁止している。しかし、商業神としての神格ゆえに商人たちとの繋がりが多く、神殿もかなりの富を保有していることが多いために、しばしば本来の教義からすればはむしろ禁じられるべき不正な取引や過剰な蓄財などに堕す信者もいる。
信者達は死後、チャ・ザが住むとされる「至福の島」に招かれ、そこで永遠に幸福な暮らしを営むことができると説く。
ホーリーシンボルは鳥（不幸の象徴とされるカラスは除く）、天秤など複数存在する。
ラーダ
知識神。始源の巨人の頭部より生まれ、英知と知識を司る。知恵の神としての神格もあり、発明や発見などを司るともいわれている。主に学者や魔術師が信仰する。
知識欲を最も美徳とし、世界のあらゆる物事の真実を理解し、保存することを奨励している。欺瞞を禁止して、この世の真実を明らかにする行為を教えている。また、知識を破壊する行為、振る舞いを禁じている。
信者達は死後ラーダのもとに赴いて、見えざる真実の星々となり、世界の行く末を観察し続けると説く。
ホーリーシンボルは星の形などを表したものが主に用いられる。
クリスタニアの神であるメルキシュは、知識神を決める対決でラーダに敗れた存在だと伝えられているが、対決の際にラーダが盗賊の神ガネードに解答を盗ませたという伝承もある。
ファラリス
暗黒神。始源の巨人の右腕より生まれ、自由を司る。双子神たるファリスと対で「双の天帝」、そこから「夜の天帝」とも呼ばれる。ダークエルフなどの妖魔にとっての神でもあり、その存在を肯定する神でもある。
いにしえの神々の大戦では闇の神々の筆頭として立ち、光の神々と戦った。そのため、光の主神であるファリスに対して、闇の主神とも言える存在である。破壊の女神カーディスの出現により、世界の完成や安定こそが「終末の巨人」に属する存在の出現と世界の破滅につながると考えて、闇の陣営を率いて神々の戦いを引き起こし、光と闇が対立し続ける世界を招いたとも言われる。
教義は、「汝の成したいように成すがよい」という言葉に象徴される完全なる自由である。人は何でもすることができ、それを試みるからこそ向上があり、制限を課して自らを閉ざすのは悪である、欲望を否定せずその実現を求めて生きよと教える。その教義ゆえに多くのファラリス信者は法律や規制を侮蔑しており、それを破ることに倫理的な禁忌を覚えない。したがってファラリス信者は容易に犯罪に走りやすく、反社会的な存在となりやすいために、ほとんどの国家において禁教となっている。通常のプレイではGMの許可がない限りPCはファラリス（および他の邪神）のダークプリーストになることはできない。
一部の信者は単純に邪悪ではなく「己の精神の自由」を求めており、少数ながら善良なファラリス信者も存在はしている。他の信者、例えば後述のドレックノールの盗賊集団などは単純に「やりたい放題」を求めてファラリスを信仰している。ファラリスはいずれに対しても等しく恩恵を与える。
アレクラスト大陸では、ファラリス教団が建国に寄与した中原の「混沌の王国」ファンドリアがファラリス教団の根拠地となっている他、西部諸国のドレックノール、ロードス島のマーモ帝国などでも信仰が公に認められている。また表向き禁教とされていても、例えばロマールの奴隷階級のように制度として抑圧や拘束の対象となっている人々から、「抑圧からの解放神」として信仰を得ている事例もある。
信者達は死後、魂が闇に溶ける、魔界の魔神（デーモン）に転生する、虚無界に堕ちて消滅する、などいくつかの説があるが定かではない。「死は最後の、究極の自由である」と表現した闇司祭もいる。
ホーリーシンボルは、ところどころ線が欠落した逆五芒星。
クリスタニアの古の民は『汝欲する所を為せ　されど理知的であれ』とするのがファラリスの正しい教義であるとしている。しかし、古の民以外でそういった信仰を広めている教団はフォーセリアには非常に少ない。

### その他
「光の神」とされるもの
鍛冶の神ブラキ
ドワーフの神ともされ、六大神に次いで信者が多い。
楽曲と芸術の神ヴェーナー
バード（吟遊詩人）の神。「運命の神」としての側面を持つ。吟遊詩人の多くは放浪者であるため、神殿というものがほとんどなく、オーファンの首都であるファンでは橋の下にバラック小屋を構えている。
匠の神ガネード
一部では「盗賊の神」とされる。教義は「技を磨け」「工夫せよ」「諦めるな」。
「邪神」とされるもの
カーディス
“死と破壊を司る女神”。光や闇、中立の神々とは本質的に異なる存在である。後述の#カーディスを参照。
ミルリーフ
“荒ぶる海の神にして死者の神”。肉体を失った神々の中では例外的に、肉体の断片が現世に残っている神であり、現世への影響力が比較的強い。水死体が増えることで現世への影響力がさらに増していくため、信者に呼びかけて水死体を増やそうとする。つまり端的に言って教義は「水死体を増やすと神が喜ぶ」。ただしこれでは身も蓋もないため、信者側は「生きること自体が苦痛であるから殺すことでそこから解放してあげよう」という風に解釈・理論武装している。
ニルガル
司るところは「予定調和」。人々には果たすべき役割があり、その役割に殉じろと説く。そこだけ聞くとそこまで邪悪には聞こえないが、その「役割」の中に「他人の食料になれ」といった滅茶苦茶なものがあったり、他宗教の信者を「食料になる価値さえない存在悪」と差別するため、邪神と呼ばれている。
ゴーヤマー
驕りと嫉妬を教え、肯定する。
ミゴリ
不和と復讐を唱える。
名も無き狂気の神
あまりの狂気故に意思疎通がとれず、誰もその名を知ることができないとされる。精神に異常を来した者だけでなく、新しい発想を求める芸術家の一部も隠れて信仰することがある。獣人（ライカンスロープ）の神、月の神と言われることがあり、クリスタニアの神であるフェネスがその正体という説がある。
ジャカオ
始原の巨人の躯から世界が生まれた後に残ったもの。混沌界の擬人化（擬神化）ともいわれている。他の神とは異なり、特に「信者」を教え導こうという行動はしておらず、ただ求める者に（信者であるなしに関わらず）「力」を与えるだけである。与えられる能力は千差万別で、同じ能力は一つとしてない。その無秩序さ故に、力を授かった信者は混沌と呼ばれる。
ただし、「女王」の使徒が使徒としての力を持ったまま「混沌」と化した例があり、ジャカオを神と考えるかどうかは異論がある。
上記の他にも数多くの神々が知られており、それぞれに信者や司祭も存在する。ただし、六大神以外の神々には大きな神殿や高位の司祭があまり存在しない傾向がある（ブラキ神は例外的に神殿・信者ともに多く、特にドワーフに信仰されている。邪神の側ではニルガル神の教団がその教義から整った階級制度、組織体系を持ち、大組織を作り上げる例がある）。また、当然ながら「邪神」の教団や神殿は公にはされず、地下活動で組織を維持していることが多い。
「邪神」が必ずしもファラリスの協力神というわけでもない。例えば、ニルガルは元々光の陣営の神であったものの、ラーダやチャ・ザとの諍いから光の神々の主流派と開戦したと伝えられており、自由を司り妖魔などの人間外種族に対しても肯定的なファラリスとは現在でも不倶戴天の敵同士である。破壊神カーディスの勢力に対しては、ファラリス教徒も危険視しており、マーモ島における終末戦争では他の五大神の信徒と協力してカーディス教団との戦いに参戦している。
神話の時代に起こった出来事は、正確に人間たちに伝わっているとは言いがたく、神話や教義の解釈は神殿間や地域間で必ずしも一致していない。六大神が上位の神であり、それ以外の神々は従属する下位の神というのがアレクラストやロードスでの一般的な信仰（六大神信仰）だが、ケイオスランドやクリスタニアのように六大神信仰とは大きく異なる信仰が主流の地域も存在する。
クリスタニアの神獣王の一柱、周期の神獣王フェネスは、ファリスとファラリスの兄弟神であり（始原の巨人のどの部分から生まれたかは知られていない）月を司る存在であるとも、邪神「名も無き狂気の神」の正体であるともいわれる。また、戦いの神獣王ブルーザはマイリーの従属神であった。
神々の間のささいな諍いを、恨みと復讐を司る邪神ミゴリが煽り立てて不和を助長し、遂には「大戦」にまで発展して互いを滅ぼす結果になってしまった、という伝承も存在する。無論真偽は定かではない。

#### カーディス
他の神々が「始源の巨人」に属しているのとは異なり、未来に存在する「終末の巨人」に属しているとされる唯一の神がカーディスである。「終末の巨人」はこの世界の終わりに姿を現すとされ、世界が無に帰したあと次の「始源の巨人」となり、新たな世界を創世するとされている。
カーディスはこの世界を破壊することで「終末の巨人」を出現させ、次の世界を誕生させるために存在しているといわれる。そして新たに生まれる世界では創造の神（大地母神マーファの位置付け）として生まれ変わるとされている（そのためマーファとは本質的には同じ神でありながら、その存在理由から対立することになる）。
未来と同義語である「終末の巨人」に属しているという特異性から、その高位の司祭達の中には現世での死を超越した「転生者」となり、繰り返しこの世に生を受けて世界を破滅に導くために暗躍するものもいる（未来に属しているため、現世での死は意味が異なる、ただし転生に失敗した場合は未来が消滅することを意味し、魂の完全なる消滅となる）。また彼ら転生者達はカーディスと共に次の世界への転生が約束されているという。ロードスにはこうした終末信仰の転生者たちによるカーディスの大規模な教団が存在し、『新ロードス島戦記』などでは、これら「終末のもの」達との熾烈な戦いが描かれている。
しかしカーディスの司祭であっても終末信仰や転生を行わず、破壊神としてのカーディスを崇拝するものも多い。この場合のカーディスは、存在理由に反して来世すら破壊された無を良しとして、死と破壊と否定を司る（終末に属する物を破壊したことさえある）。一般には「終末の巨人」との関係はほとんど知られておらず、ファラリスなどと同じ邪神で闇の神の一柱であると認識されている。
不死者達の支配者であるともされ、強力な死霊魔術を行使する際にその助力を得るために魔術師達がカーディスと交信を行うこともある。
信者達は死後は虚無界に堕ちて消滅する、あるいは転生を繰り返し新たな世界に生まれ変わるとされている。破壊神としてのカーディスに仕えるものは前者、終末の眷属としてのカーディスに仕えるものは後者の教えを支持する。

## 種族
フォーセリアには、「始原の巨人」から生まれた種族およびその眷属である太古種族や、神話の時代に神々が創造した数多くの古代種族、およびそれらの種族の子孫として派生した下位種族が住んでいる。どの種族も「進化」のように環境に適応していく能力を持っているが、物質界での適応は繁殖力などが高まる代わりに、魔力や知性や寿命を減らしていく傾向にあるようだ。そのため太古の姿を残した種族ほど個体としては高い能力をもち、上位種とも言われる。
誕生時から物質界に生を受けた種族だけでなく、本来は神々が「妖精界」の住人として創造した種族も、「神々の大戦」時に召喚されて以来、物質界に暮らしている。

### 主な種族
人間
神々が自らの姿を模して物質界に創造した種族。神々が亡き後の「暗黒の時代」を生き抜いて、フォーセリア世界の覇者として「魔法の時代」「剣の時代」を創り上げた。
個体の能力差が激しく、そして適性も多種多様である。極一般的な両親から英雄的な活躍を果たす人間が生まれたり、その逆もまた然りである。
人型は種族の中では寿命が短く、現在の平均的な寿命は50歳生きれば長生きな部類である。寿命の限界としては100歳程度とされ、ごく稀に100歳以上生きる者もいる。おおよそ15歳程度で成人とされる。
なお、かつて「魔法の時代」を築いたカストゥールの民はいわば「人間族の古代種」であり、「剣の時代」の覇者である現在の人間とは別種であると考えられている。
エルフ
森の妖精。「神話の時代」に光の神々により召喚された妖精界出身の種族。「始源の巨人」の体毛から生まれた「世界樹」を起源とする種族ゆえに、神々に対する信仰を持たない。
外見は人間と比べると小柄・華奢で、尖った長い耳が特徴。体毛は薄く髭を生やすことはない。色素の薄い肌と頭髪をしており、金髪などに碧眼であるものが多く、整った容姿を男女共に備えている。
妖精は「精霊界」の精霊力を「物質界」に伝える役割を持ち、その性格を今も残すエルフ族は物質界にあっても精霊との親和性が高く、精霊魔法の優秀な使い手と目されている。あまり一般的ではないが、学べば古代語魔法を習得することもできる。神への信仰心を持たないため、神聖魔法は習得できない（これは遺伝的素養というよりも教育環境の問題であり、例えば人間に育てられたエルフであれば、神聖魔法を習得できる可能性はある）。元々は植物の精霊力を管理する種族であったためか、物質界での棲家には森林を好み、エルフの集落は多くの場合森林地域に存在している。
種族の性向として変化を嫌い、一般に人間社会と深く交わることを避ける傾向にあるが、亜種族の中では唯一人間との混血が可能。ドワーフを嫌ったりと、基本的に他種族に対して保守的。
例外的に、アレクラスト西部諸国のタラント王国やロードス島のハイランド王国に隣接した鏡の森の集落群は人間の文化風俗を大きく受容しており、前者は国民としてエルフが登録されて王妃まで輩出している、後者は人間とほぼ変わらない集落を構え、外敵襲来時には人間の国に集団亡命して救援を仰ぐなど近隣の人間と比較的緊密な協力関係を築いている。
本来は同種であったダークエルフは、「神話の時代」に闇の神々によって召喚された者達の末裔で、特徴的な黒い肌を持ち、召喚したファラリス神を崇拝している。また、『サーラの冒険シリーズ』には、エルフの父親とダークエルフの母親から生まれた人物が登場している。
一般的なエルフはおよそ千年ほどの寿命を持っているが、より妖精に近い古代種であるハイエルフは実質無限の寿命を持つとされる（ロードス島の「帰らずの森」にあるハイエルフ集落の族長は、神話の時代に神々によって精霊界から物質界へ召喚された存在であることが確認されている）。ハイエルフはロードス島に集落の存在が確認されているだけで、アレクラスト大陸では魔法戦士リウイ2においてターシャスの森に一人登場した以外は確認されていない。
ドワーフ
大地の妖精。エルフと同じく「神話の時代」に光の神々により召喚された妖精界出身の種族。元は大地の精霊力を管理する種族だったが、精霊を操る能力は喪失しており、精霊魔法は使えない。古代語魔法を習得することもできない。頑固な性格が信仰心と結びつくことで神聖魔法を習得することは可能。エルフの様な太古種族起源なのか、人間と同じ神々に創造された種族なのかは不明。
背が低く頑丈な体型で、元々は大地の妖精であったので地下に集落を形成することが多く、暗視の能力を持つ。体は筋骨逞しく頑健である反面敏捷さでは大きく劣る。
金属の加工や細工に秀でており、真銀（ミスリル）の精錬は一部のドワーフのみが可能とされている。「歩く酒樽」と揶揄されるほど酒に強く、酒好き。良質の酒を造るが、ほとんど自分たちで飲んでしまうため人間達の世界にはほとんど出回らない。
妖精族の中では最も人間と緊密に交わっており、金属製品を輸出して、農産物や軽工業製品を輸入している。ゴーバやグードンなど人間とドワーフが共同で都市を構えている例もある。
エルフほどではないが、人間を遥かに凌駕する長寿を誇る。またエルフに対するハイエルフに相当するハイドワーフが過去に存在し、精霊魔法が使えたと伝えられる。
属する精霊力の違いから、エルフとの仲はあまりよくない。
グラスランナー
エルフやドワーフと同じく妖精界から召喚された種族で、成人しても人間の半分ほどの身長しかなく、子どものような体型をしている。「草原を走る者」の異名の如く、身のこなしの素早さと手先の器用さは抜きん出ている反面、力はエルフよりも更に弱い。だが、体はそこそこに頑健である。
性格は非常に楽観的で、好奇心がとても強く、定住することを好まずに、好奇心の赴くままに移動することを好む。流浪の生活ゆえかその多くが狩人そして盗賊としての技能を有している。幼少期には三人一組で行動し、成長すると互いの名を名乗り合うという風習がある。
ドワーフと同じく精霊を操る能力は喪失してしまったが、昆虫や植物の感情に同調することができる（会話というほど明瞭なものではないが、ある程度行動を教唆・誘導できることが小説では描写されている）。古代語魔法を修得することもできない。またエルフ同様に、（こちらは種族というよりも性格上の問題で）神を信仰しないため、神聖魔法を修得することもできない。つまりグラスランナーはあらゆるルーンマスター技能を修得できない。しかし、魔法に対しては総じて非常に強い耐性を持つ（ゲーム的には、精神点が非常に高い）。
なお、ロードス島では土着のグラスランナーは過去に絶滅したため存在せず、作中に登場するグラスランナーは全てアレクラスト大陸から渡った冒険者である。
ハーフエルフ
人間とエルフの混血児。多くは人間社会でもエルフ社会でも差別・迫害される。耳と同時に黒い肌を受け継いだダークエルフとのハーフも存在し、より激しい差別を受ける。
外見も能力も、人間とエルフの中間。どちらの社会で育てられたかで多少の違いが出る。一例としてエルフに育てられた場合、神を信仰することはない。
時折（主に人間の両親から）先祖返りによるハーフエルフが生まれることがあり、「取替えっ子（チェンジリング）」と呼ばれて忌み嫌われることが多い。人間の両親からエルフが生まれてしまうケースも、ごく稀に存在する。
人間に混じると多少華奢であることから、エルフに混じると人間に似て丸みを帯びる。わずかに尖っていて大きい、あるいはエルフと同じくロバのようだがやや短い耳を持つ。寿命は200年程度と人間よりは長いが、1000年の寿命を持つとされるエルフには遠く及ばず、人間同様強く寿命を意識する存在である。
『ソード・ワールドRPG』においては、人間とエルフの長所を共に受け継ぐ存在として設定されている。エルフ譲りの高い知力を活かして魔術師や精霊使いになることが最良の道とされ、戦士として身を立てることは不可能ではないが筋力の低さから困難であるとされている。人間社会に育った場合、プリースト技能を取得することも可能であるため、司祭になるケースもある。
フォーセリア社会におけるハーフエルフ
フォーセリアのハーフエルフはダークエルフなどの妖魔と異なりあからさまな排斥の対象でこそないものの（ただしダークエルフとのハーフはファンドリア以外ではダークエルフ同様に排斥の対象である）、多くは白眼視を受けて育ち、屈折した部分や影のある性格を持つ。ハーフエルフへの偏見はエルフ、人間いずれの社会にも存在するが、エルフ社会の方が強く、『ロードス島伝説RPGリプレイ』のティエルのようにあからさまな蔑視・迫害を受ける例が少なくない。このため、エルフ社会に育った多くのハーフエルフは森に留まるよりは人間社会で生活することを選ぶ。存在として稀なハーフエルフが冒険者に多く見られるのはこうした経緯によるものである。もっとも、迫害と縁なく育ったハーフエルフも少なからず見られる。
展開
1990年代初頭まではソード・ワールドでも屈折したハーフエルフの例が多かったが、『スチャラカ冒険隊』のアリシアンひいては『ソード・ワールドRPGリプレイ第1部』のGMにしてソード・ワールドRPGアドベンチャーの執筆者でもある山本弘の影響でかお気楽である、明朗快活であるなど従前のイメージとは異なる性格付けをされることも増えてゆき、1993年から1996年まで企画が展開されたソード・ワールドRPGアドベンチャーではハーフエルフの武闘家ボウイというキャラクターも登場した。近年では『新ソード・ワールドRPGリプレイ』のマウナ・ガジュマ、『新ソード・ワールドRPGリプレイNEXT』のマロウのように社会的困難に直面しつつも明るさを失わないハーフエルフという、両者の折衷型といえる性格付けをなされたハーフエルフも現われている。
ハーフエルフと人間やエルフの交配
『ソード・ワールドRPG』においては、ハーフエルフと人間、ハーフエルフとエルフの中間は存在しないことが明記されている。人間の血液型のA型とB型のように、ハーフエルフの子供は人間・エルフ・ハーフエルフのいずれかとなる。
山本弘は『ソードワールドRPGアドベンチャー』で、母親がハーフエルフであるサラサ・アディについて「エルフの血のせいか耳がやや長い」という描写を行い物議をかもしている（「クォーターエルフは反則です。」という読者投稿イラストが紹介された）。この一件は「サラサは耳の尖った人間」という形で決着し、これが契機となってフォーセリアでも「クォーターエルフは誕生しない」ということが結論付けられた。『魔法戦士リウイ』においても、主人公リウイの母親はハーフエルフであるとされているが、リウイにエルフの血は見られない。

リザードマン（クリスタニア以外）
沼地や湿地帯、離島など、多くは人間社会から離れた地域に生息する種族。竜族を崇拝している。
厳格な階層社会を築いていることが知られており、「クー・ルー」と呼ばれる掟に従って生きる。ただ一般には「トカゲ人間」として、妖魔や魔獣と同じ扱いを受けることが多い。これは「クー・ルー」が人間や他の妖精族が持つ神への信仰や一般的な善悪・道徳の規範と大きく隔たっているためである。
リザードマンはドラゴンと同じく「始原の巨人」の鱗から生まれたとされている。上位種である貴族種（ノーブル種）は太古種族に分類され、非常に知性が高いと考えられている。上位種と区別する場合、下位種はスレイブ種と呼ばれる。
リザードマン達が使う言葉は、竜語魔法で使われる魔法語（ドラゴン・ロアー）の下位語と思われ、老竜（エルダードラゴン）をはじめ竜族が使う言葉と同じである。
リザードマン（クリスタニア）
上記のリザードマンとは全く起源を異とする『リザードマン』もフォーセリアには存在する。それはクリスタニア大陸に存在する結界の神獣王ルーミスが自身の従者として創造したとされる種族で、創造主であるルーミスを信仰し、人間と同程度の知性と強靭な肉体を持ち、非常に保守的で仲間意識の強い集団を形成している。何故か全員左利きである。
彼らにとってはルーミスは絶対であり、その意思に反する者は誰であろうと容赦しないが、ルーミスに従う同胞は種族を超えて手厚くもてなす。
この他にも、多くの種族が存在する。

### その他妖精
マーマン（マーメイド）
海洋種族の代表的な存在。上半身は人間で下半身が魚の妖精。男性をマーマン、女性をマーメイドと呼ぶ。水中呼吸しかできず、地上では生活できない（可能とする説もある）。「呪縛の島の魔法戦士」の舞台となったルノアナ湖に生息する男性のマーマンは、全身を鱗で被われた、所謂「半魚人」の姿をしている。
百年以上前に「人魚の肉を食すと不老長寿になれる」との迷信が広まり乱獲され、それ以降は人間を嫌い避ける傾向が強く、今も人間と積極的に交わることはない。
フェザーフォルク
翼を持つ人型の妖精。山岳地帯などに居住し、文化レベルはそれほど高くはない。精霊魔法を使う者がよく見られる。人間と交流を持つ部族も存在する。

### 幻獣・魔獣
この分類はどちらかと言うと人間側の勝手な分類であり、古代語魔法（創成魔術）で作られた人工的な生物と、自然な生物がごちゃ混ぜにされていたりする。
ケンタウロス
上半身は人間、下半身は馬の種族。厳密には幻獣ではなく、エルフやリザードマンと同じく太古から存在する亜人種としての種族。
かつて人間が魔法王国カストゥールを築いていた時期、上位ケンタウロス語魔法(正式名称は不明)なるものを発展させ、独自の魔法王国を築いていた。
このケンタウロスの魔法王国は人間のカストゥール王国とは良好な関係であり、お互いが対等の存在であったという。
だが、時の流れと共に種として劣化していき、しかも上位ケンタウロス語は文字がなく口伝に頼っていたため、この魔法系統も現在では途絶えている。
現在は下位種が主流であり、その生活スタイルは部族によってさまざまで、人との交流が盛んだったり、逆にしごく閉鎖的で原始的だったりする。
一応、「人」としての人権は認められており、東方の草原の国ミラルゴにおいては人間と同じ住人の扱いを受け、国政にも参加している。
稀に古代の上位種の個体が生まれてくるらしく、それらは古代語魔法に精通している。
このことから、上位ケンタウロス語魔法は古代語魔法と同種のマナを扱う魔法系統であると推測できる。
ツインテール・キャット
2本の尻尾を持つ黒猫の外見をした幻獣。
人間以上の知能を持ち、古代語魔法・精霊魔法を操る。アザーン諸島のカイオス島における猫族の支配者。
ユニコーン
額から長い螺旋状の角を生やした白馬の姿をした幻獣。
警戒心が強く、人間・エルフ・ハーフエルフの乙女にのみ心を許す。
知能は人間以上に高く、精霊語を話すことができ精霊魔法を操る。特に知られざる生命の精霊との結びつきが強く、寿命には限りがない。
力の源である魔力を宿した角を狙う密猟者は多い。
アレクラスト大陸の魔法王国ラムリアースにおいては国を挙げて保護を行っている
マンティコア
老人の顔、獅子の体、蝙蝠の羽根と蠍の尾をもつ魔獣。
邪悪な知識の守護者とも言われており、知能は人間以上に高く、暗黒魔法を操る。

### 妖魔
暗黒神によって召喚された妖精族は妖魔と呼ばれる。闇の種族であるゆえか、ほとんどすべての妖魔は暗視能力を持っている。
ダークエルフ
森の妖魔。「神々の戦い」において暗黒神によって妖精界から召喚されたエルフ。黒い肌を持ち、暗黒神の加護によって魔法への抵抗力がエルフより高く、暗視能力を備えている。
森は恵みを与えるだけでなく、光や大地や水の精霊力を収奪する闇の側面もあり、その性質が具現化した種族とも言われている。
高い知能と精霊魔法・暗黒魔法の力を持つことから、妖魔を統率することが多い。
ゴブリン
高い繁殖力を持つ。様々な亜種（上級種）も存在している。
繁殖力の高さゆえに、種族としてはかなり繁栄しているが、個体としての能力は低い。
そのためいわゆる「雑魚敵」として扱われており、TRPGでは駆け出し冒険者の敵としてよく登場する。
コボルド
狗頭の妖魔。妖魔の中では最下級とされている。銀を腐らせるという伝承があり、特にドワーフにとって憎悪の対象となっている。その一方で腐銀（コバルト）を何らかの目的に（例えば顔料として）利用できるのは、現在のところドワーフだけである。
大地の妖精界のコボルドが石積み遊びを行っていて、崩れずに完成すると世界が滅びるといわれている。
インプ
翼を持つ小型の妖魔で、肉体的には貧弱であるものの尾に麻痺毒を持ち、初歩の暗黒魔法を使いこなす。
闇司祭が召喚し、使い魔として用いることもある。
その特性や姿などからデーモンと何らかの関わりがあるという説もあるが、真偽は定かではない。
マーシュマン
ウォーターインプとも呼ばれる水陸両生の妖魔。ただし、体が乾燥すると長くは生きられない。
主に沼地に住み、排他的である。精霊魔法を使いこなすことができる。

### 巨人
始原の巨人
世界の元になった巨人。永遠に生きる完全な存在であったが、完全故に孤独であり、孤独を憤るあまりに自らを滅ぼし、その骸から世界が生まれたと伝えられる。
終末の巨人
世界の終わりに現れるという巨人。次の世界の始原の巨人となる。
上位巨人族
「始原の巨人」から生まれたとされる太古種族。上位ジャイアント語という魔法言語を持っていた。神は上位巨人族の最上位種ではないかともいわれている。
通常の巨人族
巨大な身体を持ち、さまざまな種族がいる。ジャイアント語という言語を持つ。
オーガー
身長は2m程度で巨人族としては小柄であり、知能は低く、家畜や人を襲って食らうために喰人鬼とも呼ばれる。
妖魔なども食べるため、オーガーは妖魔の子供を食い、代わりに彼らの用心棒役になるという形でゴブリンなどの妖魔と共生することも多い。
オーガーやトロールなどの小型の巨人族は、比較的小型であることや妖魔と共存する習性などから、正確には巨人族ではなく大型の妖魔に分類されると推測する賢者もいる。
トロール
身長は3m程度で、岩のような肌を持つ巨人族。
周囲の岩肌に溶け込んで獲物を奇襲する。知能は低い。
スプリガン
オーガーと同程度の大きさの巨人族。邪悪な性向を持ち、暗黒魔法を使うこともある。
人間の子供に化ける能力を持ち、それを利用して人を食うために子化けの巨人とも呼ばれる。
イエティ
寒冷な地帯に生息する希少な巨人族。大きさはオーガーと同程度。

### ドラゴン
「始原の巨人」が自らの怒りの炎に焼かれて死んだ後、「始原の巨人」の鱗から生まれたとされる種族。未分化の精霊力を宿していて、基本的に巨人の鱗を焼いた火の精霊力を強く宿していてどのドラゴンも炎のブレスを吐けるが、他に精霊力を強く宿しているかによって、火竜（ファイアドラゴン）、水竜（ウォータードラゴン）、氷竜、風竜（エアードラゴン）、地竜（アースドラゴン）などと分類される。また光や闇の神々によって聖別された光竜（ライトドラゴン）、闇竜（ダークドラゴン）といった種族もある。
その咆哮は聞く者の魂を傷つけ恐慌をもたらし、その身を覆う鱗は鋼を超える強度を持ち、鉤爪はあらゆる生き物を引き裂き、尾の一振りは一軍を蹴散らすとされる、最強の魔獣にして幻獣、比類するものの無いフォーセリア最強の存在が竜である。
火竜
もっとも一般的な種。他種よりも肉体的な力とブレスの火勢に優れ、激しい気性を持つとされる。
水竜
翼を持たず、水中での生活に適応した種。水の精霊力を無効化する。
氷竜
寒冷な地域での生活に適応した種。氷の精霊力を無効化する。
風竜
最も速く天を翔ける種。風の精霊力を無効化する。
地竜
翼を持たず、大地を闊歩する種。地の精霊力を無効化する。
光竜
光の神々によって聖別された種。神聖魔法を使う。
闇竜
暗黒神によって聖別された種。神聖魔法（暗黒魔法）を使い、ダークエルフと同様に高い精神的な耐性を有する。
竜王（ドラゴンロード）
「始原の巨人」の鱗から直接生まれたとされる太古種族。神々に仕え、神々の大戦では神殺しの竜と呼ばれる強大な力を持つ竜王たちが神々の肉体を滅ぼした。詳細なデータは明かされていない。
古竜（エンシェントドラゴン）
「始原の巨人」の鱗から直接生まれたとされる太古種族。ドレイクとも呼ばれる。知能は高く、老竜をも上回る力を持つ。現在ではほとんど見られず、ごくわずかな個体だけが確認されている。
通常のドラゴン
卵から生まれるが、ドラゴンは卵を産まないため、正確な出自は不明。成長段階によって幼竜（インファントドラゴン）、成竜（レッサードラゴン）、老竜（エルダードラゴン）と呼ばれる。各段階からの成長は脱皮によって行われ、この脱皮には全ての魔法の呪縛から解き放たれる効果がある。老竜は高い知能を持ち、竜語魔法、古代語魔法を操ることもできる。光竜や闇竜であれば、神聖魔法（暗黒魔法）も使いこなす。
転生竜
竜司祭は最高位の竜語魔法「転生竜（リボーンドラゴン）」によってドラゴンの卵に生まれ変わることができる。転生する竜の種類は術者の精神状態に影響される。ドラゴンも瀕死の際には竜語魔法で転生を行ってドラゴンの卵になることがある。成竜として生まれるとされているが、魔法戦士リウイでは幼竜として生まれるとされた。老竜になれば生前の記憶を取り戻す。それ以外は通常のドラゴンと変わりはない。
亜竜
ドラゴンではないがドラゴンの眷属とされる種族。竜語魔法で呼び寄せることもできる。ワイバーンなど。

### 植物
世界樹
「始原の巨人」の体毛から生まれた太古種族。生命の精霊力の実を実らせて、神々はその実を使って古代種族を創造した。負の生命力の実もあり、そこから創造されたアンデッドも居る。また世界樹の植物から直接生まれたハイエルフなどの種族や、世界樹の不肖の息子である樹なども居る。
神々が世界樹の実を使いすぎたため世界樹が枯れ始め、神々は世界樹そのものを植物の精霊界として精霊界に移した。
古代樹
枯れ始めた世界樹を移す際に、神々が世界樹の枝を物質界の各地に挿し木した古代種族。黄金に輝くことから「黄金樹」とも呼ばれる。また「生命の樹」とも呼ばれる。この古代樹から全ての植物が始まっている。
意思がありさまざまな精霊力を操る力を持つ。ロードス島の鏡の森や帰らずの森や闇の森、海底の海草の森など、さまざまな古代樹の森を形成している。
マグナ・ロイ
魔法樹。古代樹の末裔で意思や植物の精霊魔法を操る力を持つ。古代王国時代にはマジックアイテムの材料として乱獲された。

### アンデッド
幽霊やゾンビなど、すでに死んでいるにもかかわらず、この世に留まり活動する死者のこと。負の生命の精霊力で活動しており、肉体のみ、霊体のみであるものもいる。世界樹には「正の生命の実」と「負の生命の実」が生っており、前者から生物が、後者からアンデッドが創造されたといわれている。
一般に通常の生物としての寿命を持たず、破壊されない限りは半永久的に活動しつづける。ある意味不老不死とも言える存在であり、「不死者」「生ける屍」などとも呼ばれている。魔法の武器か銀の武器でないと傷つけられないものもある。
ファリスやマーファをはじめ、光の神々はその存在を不浄で正しからざるものとして否定している。
主に死んだ人間が何らかの理由で変異して生まれるが、たいていの場合生前の人格や記憶などは残っておらず、生者を襲う危険な存在である。生前の人格や意思を保ったアンデッドも存在しており、中には一部の人間が自ら望んでそういったアンデッドに成るケースもある。
吸血鬼
生前の姿のみならず人格や記憶を留めるアンデッド。それらの維持に他者の生血や精神点を必要とするため、人里の近くないし人の生息圏内に常に存在している上、吸血鬼の犠牲者もまた吸血鬼に変ずることから恐れられている。
その肌は青白く目には見た者を恐怖で麻痺させる赤い光が宿っており、冷たいその肉体には銀の武器か魔法の武器でないと打撃を与えられず、強い再生力を持つ。反面、太陽の光にさらされると生命点と精神点を消耗し続ける。武器を使わないことが多いが、素手の攻撃は怪力に加え鎧の防御力を無視する精神点吸収を伴う。
吸血鬼は無抵抗状態の相手の全血液を10分で飲み干す。この吸血行為や前述の精神点吸収で死亡した者は24時間後、レッサー・バンパイアとして復活する。
　レッサー・バンパイア
下位の吸血鬼。吸血鬼の犠牲者が変異したもの。レッサー・バンパイアの犠牲者もまた、レッサー・バンパイアと化す。生前の記憶や人格を残しているものの、「親」そして大本の吸血鬼の命令には必ず従う。全血液を失っているため、痩せこけた姿のものが多い。
　バンパイア
上位の吸血鬼。主に暗黒神の寵愛を受けたものが、死後に新しい「命」を与えられて生まれるが、暗黒神以外の闇の神々によって変化した例も確認されている。
青白い肌と目に宿る赤い光を除けば生前と同じ姿を持ち、生命点が0になったり「ターン・アンデッド」の魔法で破壊された肉体は靄となって霧散する。自ら靄と化すこともでき、この状態のバンパイアは逃亡以外何もできない反面、いかなる攻撃や太陽の光でもダメージを受けない。
生前の技能を保持しているほか、高位の暗黒魔法の技能を与えられる。また空中を浮遊して移動することもできる。
その肉体は「邪な土（アンホーリー・ソイル）」と呼ばれる土と結びついており、靄と化した肉体は24時間後この土の傍に復活する。盛り土や棺に敷き詰める形などで時には複数個所にまとめられており、直接取り除いたり聖水などで清めることで結びつきを断つことができる。全ての「邪な土」との結びつきを断った上で生命点を0にするか、太陽光や魔法で精神点を0にすることでバンパイアは滅ぼされる。
　ノーライフキング
最上位の吸血鬼。強大な死霊魔術師が、永遠の命を求めて、自らをバンパイアに変異させたもの。同名と伝えられる儀式魔法の成功率は高くないが、バンパイアの特性全てを備える上各能力値はより高い。
自然に誕生することはなく、現存するノーライフキングの多くが古代カストゥール王国時代の死霊魔術師一門の有力な当主であり、失われた古代の知識を持ち非常に高位の古代語魔法や暗黒魔法を使いこなす。今なおその魔術の研鑽を欠かしていないことのみならず、現在では遺失していたり新たに編み出した独自のものなど未知の呪文を使い得ることが最も警戒すべき点である。
アンデッド・ナイト
森の奥深くなど人里はなれた危険地帯をうろつく強力なアンデッドで、手にした剣による攻撃や視線には、犠牲者の精神力を奪い去る力がある。
中身のない錆びた甲冑に赤く輝く瞳が浮かび上がった姿をしているがどのようにして生まれるのかは不明であり、志半ばにして倒れたファリスの聖戦士の戦う意志だけが残って彷徨っている、古代王国期に魔法で作られた見張り兵である、などの説がある。
ロードスにおいては、デーモンによって使役されていた例も確認されている。
ジャック・オー・ランタン
主に沼地の上などに漂っている、ハロウィンの南瓜のような姿をしたアンデッド。その見かけや行動からは想像し難いほど知性は高く、強力な暗黒魔法を使いこなす。常に飢えており、犠牲者を見つけると殺してその肉を喰らおうとする。
どのようにして生まれるのかは不明であるが、これもロードスにおいてデーモンによって使役されていた例が確認されている。
ワイト
やつれ果てた屍のごとき姿をしたアンデッドで、その攻撃には犠牲者の精神力（精神点）を奪い取る力がある。あらゆる生者に対して強い憎しみを抱いており、暴力的に襲い掛かってくる。ワイトやアンデッド・ナイトなどによって精神力を奪いつくされた犠牲者が変異して誕生することが知られている。
グール
腐りかけて歪んだ屍のような姿をしたアンデッド。爪には生物を麻痺させる毒があり、常に飢えていて腐肉や殺害した生物の肉を喰らうことから食屍鬼とも呼ばれている。ウェンディゴと呼ばれる巨人族の凍えるブレスによって殺害された犠牲者が変異して誕生することが知られているが、それ以外の誕生経路は不明である。
レイス
古代語魔法で幽体離脱した後、自分の肉体に戻れなくなった幽体。
実体がなく、物質に触れることができないが、触れられることもない。そのため物理攻撃で傷つけることはできないし、壁や地面などを透過することもできる。戦闘時には、主に魔法を使って戦う。日の光に非常に弱く、わずかに浴びただけですぐに消滅してしまう。
幽体離脱の魔法は現在失伝しており、現在存在しているレイスは、基本的にカストゥール王国の「生き残り」である。
生前の意志を保ったアンデッドであり、ある種の不老不死といえる。
ゾンビ
古代語魔法や暗黒魔法で死体に負の生命力を吹き込むことで生み出される低級なアンデッド。
精神というものがなく、生前の技能や個性は何も保っていない。作成者の命令に従って行動するが、知能が低いため複雑な命令は理解できず、主に戦闘や単純作業に使われる。言葉は話せず、道具も使えない。
ゾンビを作成する呪文には腐敗の進行を防止する効果はないため、肉体はどんどん朽ち果てていく。
ブアウ・ゾンビ
古代語魔法で生み出されるアンデッド。
ゾンビの上級種のようなもので、ゾンビと同様精神は持たないが生前の知識や技能を一部を除き維持しており、複雑な命令も理解する。言葉や道具を使うこともできる。
また、呪文には腐敗を抑止する働きもあり、数十年から数百年もの間腐敗せずに肉体を維持できる。作成するための魔法は現在では遺失呪文とされている。
スケルトン
ゾンビを作成するのと同じ呪文を、既に白骨化した死体に対して用いることで生み出される低級なアンデッド。
ゾンビと同様に精神を持たず、作成者の命令に黙々と従う操り人形である。何故かゾンビと違って武器を用いることができる。ゾンビに比べれば耐久力では劣るがより俊敏に動く。
アッシュ
死体を焼いた遺灰から生み出されるアンデッド。古代の遺跡などに配置されていることがあるが、作成のための呪文は現在一般的には知られていない。
ごく低級なアンデッドだが、精神を持たず、体が灰であるために武器では倒すことができない厄介な存在である。彼らは敵を包み込み、呼吸器官に侵入して体内からダメージを与える。

### 魔界の種族
人間界とは別に存在する物質界とも言われる世界。暗黒神ファラリスの信じる者は死後、魂が闇に溶けるとも、魔界の魔神（デーモン）に転生するとも言われる。また、魔界は冥界と同一であるという説もあるが、定かではない。魔神はファラリスの神聖魔法（暗黒魔法）を使うことから、ファラリスと関係深い世界だと思われる。人間界に召喚された魔神の肉体は仮の器でしかなく、破壊されても死ぬことなく魔界の本体へと帰る。
魔神はその強さにより、4段階に大きく分類されている。
- 魔神王（デーモンロード）
- 魔神将（アークデーモン）
- 上位魔神（グレーターデーモン）
- 下位魔神（レッサーデーモン）

魔神だけでなく、魔界の魔獣（アザービースト）なども存在している。

### クリスタニアの種族
クリスタニアには、以上の種族のほか神獣によって創造された亜人が存在する。リザードマン、バードマン、ウィングミュルミドンらの種族もPCとして選択することができる。
リザードマン
結界の神獣王“虹色の大蛇”ルーミスによって創造されたとされる亜人。直立したトカゲの姿をしており、虹色の鱗を持つ。種族の平均能力値を比較した場合に、最も高い耐久力を持つ。なお、アレクラスト大陸のリザードマンとの関連は不明である。
バードマン
白頭の大鷲フォルティノによって創造されたとされる亜人。背に大きな翼を持ち、自由に空を飛ぶことができる。アレクラスト大陸のフェザーフォルクとの関連は不明。
ウィングミュルミドン
真紅の蟻帝クロイセによって創造されたとされる亜人。直立した羽の生えた赤蟻の姿をしている。ただし、手足は6本ではなく4本である。羽のないソルジャー種やワーカー種のミュルミドンは自発的な意思をほとんど持たず、上位の者からの命令に従って動く。

## 言語
フォーセリアで使われる主な言語には以下のようなものがある。

### 人間の言語
共通語（コモン）
共通語は、アレクラスト大陸全域で通じる、文字通りの共通語。
この他にも、地域によって異なった言語が存在する。主なものは以下の通り。
東方語（マールダン）、西方語（グンダール）
東方語と西方語はそれぞれ大陸の東西地域で一般に使用される。中部地方がその境界であり、エレミア以東が東方語圏、ザイン以西が西方語圏である（ただし、西部諸国最西端のパルマー村では東方語が使用されている）。古代魔法王国が崩壊して大陸各地を繋いでいた「移送の扉」などの魔法による移動手段が失われ、地域が分断された結果生じた方言であるとされる。
ロードス共通語
ロードス共通語は、ロードス島全域で通じる。またクリスタニアの暗黒の民と新しき民が使っており、暗黒の民の支配地域から「ベルディア言葉」と呼ばれている。
ケイオスランド語
ケイオスランド語は、ケイオスランドでのみ通じる。
いずれの言語も、下位古代語が基になって派生したものとされる。特にケイオスランド語は、文字や単語に下位古代語との共通点が多い。しかし、言語同士の互換性は無きに等しい。
クリスタニア共通語
クリスタニアの神獣の民が使う言語。閉鎖された世界で同じ歴史を繰り返したために神の時代のころからほとんど変化していない。文法はロードス共通語とさほど変わらないようで、それが話せると単語さえ覚えれば片言で話すことも可能らしい。
人間以外の種族も、住んでいる地域の人間の言語（主として共通語）を用いる。

### 各種族の言語
エルフ語
エルフ・ダークエルフ特有の言語。
ドワーフ語
ドワーフ特有の言語。
ゴブリン語
ゴブリン・ホブゴブリン、コボルドなどの妖魔が使う言語。
リザードマン語
リザードマン特有の言語。ドラゴンも使用する。
この他にも、ケンタウロス語・ミノタウロス語・マーマン語・ハーピィ語・インプ語・フェアリー語・グラスランナー語・ジャイアント語など、様々な種族に固有の言語が多数存在する。
なお、グラスランナー語は知られていない。彼らは故郷である妖精界から物質界へとやってきた際に、人間との交流の中から自分たちの言語を忘れてしまい、人間の言語を使用するようになったらしい。

### 魔法に関する言語
フォーセリアの魔法は言葉によって世界に働きかけ、あるいは神や精霊に呼びかけるものなので、関連するいくつかの言語が存在する。それらの内、直接魔法に用いる言語を魔法語（ルーン）と称する。
下位古代語（ロー・エンシェント）
古代の魔法王国で日常会話や文書に使われていた言語。
この言語で魔法を直接行使することは出来ないが、魔法の物品類を使用する時の合言葉などに良く使用される。
古代語魔法を学んだ者以外は普通使わない。ただし、知識階層には必須教養であり、読める者は少なくない。いわばラテン語のようなもの。
上位古代語（ハイ・エンシェント）
古代語魔法を行使するための特殊な言語。
神々が人間に与えた世界の秘密「万象に干渉・操作する言葉」を研究・体系づけた言語。一種の暗号のように複雑な言語形態であり、古代語魔法に習熟した職種（ソーサラー）でなくては通常読むことすら出来ない。
精霊語（サイレント・スピリット）
精霊に呼びかけ、精霊魔法を行使するための言語。
日常会話も行え、感情などの細かいニュアンスを伝えるのに優れているとも言われるが、文字は存在しない。
神聖語（ホーリー・プレイ）
神に助力を願い、神聖魔法を行使するための特殊な言語。
闇司祭が暗黒魔法を行使する際に使用する暗黒語（デーモン・スクリーム）も、神聖語と基本的には同じ。
本来神々を礼賛するための言語なので日常的な会話に用いるのはほぼ不可能。
以下は過去には用いられていたが、現在では使い手がほとんど、もしくは全くいない失われた言語／魔法語である。
- 上位ジャイアント語
- 上位ケンタウロス語
- 竜語（ドラゴン・ロアー）

## 魔法
フォーセリアでは、全ての物質を構成する”もの”、全ての力の”源”の根源は同一であり、上位古代語（ハイ・エンシェント）で「マナ」と発音される根源体「魔力」である。これを操ることであらゆる物質・あらゆる力を生み出し、変化、消滅させることが可能である。特定の手順を踏むことでマナを直接的または間接的に操り、意図的に万象を操作する奇跡＝魔法を行使することができる。その技を使う者らを総称して「魔法使い（ルーンマスター）」と呼ぶ。それぞれの魔法は専用の魔法語を用いてかけられるため、魔法系統そのものも魔法語と同じ名称で呼ばれる。
古代語魔法（ハイ・エンシェント）
「暗黒の時代」に十人の「創設者」が上位古代語を解明して誕生した魔法と伝えられている。
神々は世界を創造するとき、マナを操る言葉を用いたという。この言葉こそ上位古代語であり、「神話の時代」に神々が自らを模して作った人間族に与えた言葉。上位古代語で「万物の根元たるマナ」を具現化させ、世界の創造を模倣する技が古代語魔法である。理論的には神の力を完全に再現することも可能であるのだが、それを操る『人が万能ではない』ため、神そのものの領域に立つことは決してできないとも言われている。
しかし、古代カストゥール王国最晩期に誕生した魔力の塔が供給する無限の魔力が、その人間としての限界を大きく超えさせることを可能とした。
結果としてさまざまな問題を引き起こしながらも、人間種族が大陸を制圧し、一大魔法文明とその繁栄の絶頂を現出させた力の源となったのである。
古代語魔法は古代王国末期に全盛期を迎え、その崩壊と共に一旦は滅び去る。続く「剣の時代」においてはその歴史的経緯から長らく忌避されていたが、現在では各地に「賢者の学院」が設立されるなど、一定の地位を得て復興している。ただ、多くの知識が喪われたままであり、古代王国時代の遺跡で発見される魔法のアイテムはそのほとんどが再現不可能とされる。
基本となる基本魔術と、基本魔術を基に特化した八の系統（拡大魔術・召喚魔術・付与魔術・死霊魔術など）、さらにそれら統合した統合魔術がある（詳細は後述）。
この魔法を使う者は「魔術師」（ソーサラー）と呼ばれ、その多くは「賢者の学院」出身者であるが、極少数の独立系魔術師も存在している。さらに「賢者の学院」もラムリアース系（ラムリアース及び西部諸国）とオラン系（それ以外のアレクラスト全土）、アラン系（ロードス島）に大別され、秘密主義の強いラムリアース系、一般と交流の盛んなオラン系、攻撃魔法を禁忌とするアラン系と性格も少しずつ異なっている。
基本的に才能のある人間族とエルフ族（ダークエルフも含む）にしか使えないとされているが、付与魔術（エンチャント）によって魔力の込められた物品は、決められたキーワードや行為に反応して魔力が発動し、魔力のない者でも魔法を使うことができる。キーワードは上位古代語を簡略化した下位古代語（ロー・エンシェント）である場合が多い。しかし、付与魔術の知識や技術も他の魔法と同様に古代王国の崩壊とともに多くが喪われ、初歩的な魔法しか付与できない。
また更に簡略化したものが魔術師ギルドで製造・販売され、共通語でキーワードを唱えることで特定の簡単な呪文（明りや施錠など）を使うことができる。これを共通語魔法（コモン・ルーン）と呼ぶ。原理的にはどんな古代語魔法の呪文も共通語魔法にすることが可能だが、高位の強力な呪文は消費する魔力も膨大であり、それに見合った精神力を持つ者でなければ使用できない。また、鍵開けの呪文や、眠りの雲などの呪文は悪用されやすいため、魔術師ギルドの自主規制により、共通語魔法として一般に流通することはない。
ケンタウロス、デーモン、ドラゴンなどの種族にも古代語魔法と同様の効果を発揮する魔法を使える個体が存在しており、人間界で遺失扱いになっている魔法を使用することもある。特にケンタウロスとデーモンの魔法は上位古代語とある程度の互換性があり、カストゥール時代にはこれらの種族の魔法や知識が古代語魔法の改良に投入されていた。
吟遊詩人（バード）の用いる呪歌（バード・ソング）は、古代語魔法の特殊な応用例であり、歌詞（またはメロディ）を丸暗記して歌唱・演奏することによって、本来は魔力の使えない者や種族（ドワーフやグラスランナー）であっても効果を発揮することができる。ただし、古代語魔法に比べて効果がやや弱く、呪歌を聴いた者には無差別に効果が及ぼされる、という特徴がある。
精霊魔法（サイレント・スピリット）
「精霊界」に住む精霊を物質界に召喚して、その力を借りて精霊力を行使する魔法で、使い手は精霊使い（シャーマン）と呼ばれる。
通常は師匠や先輩が精霊と交感するのを観察して見様見真似で体得する必要があり、基礎的な修行で1年かそれ以上かかる場合が多い。ただし、新ソード・ワールドRPGリプレイのパーティーメンバーであるマウナ・ガジュマやロードス島戦記のオルソンのように、極めて高い素質の持ち主が激しい怒りや憎しみの感情の爆発を引き金として突然使えるようになる例も存在している。
精霊力は「妖精界」を仲介として「物質界」の至るところにおよんでおり、世界を構成する四大元素「火」「水」「風」「土」や、「森」「氷」などの自然物、さらには「恐怖」「好奇心」といった感情など、さまざまな力が確認されている。
精霊には上位、中位、下位という概念があり、厳格なヒエラルキーが存在する。そのヒエラルキーに従って上位精霊は下位精霊を従えることができる。
精霊を召喚し力を借りるには、素質や技術と共に精霊との“相性”が極めて重要とされる。また上位精霊の力を借りれば絶大な力を行使できるが、接触するだけでも多大な技術と精神力を必要とし、さらに召喚（あるいは盟約を結ぶ）には極めて高い危険を伴う。一旦上位精霊と盟約というものを結べば、後は盟約に則って比較的簡単に召喚することが可能となるが、こうした盟約を行えるのは極めて力のある精霊使いだけである。盟約の効力は術者の死によって消滅せず、盟約の内容によっては術者の死後もその内容に則って精霊が働き続けてくれる。精霊と精霊使いとの関係は、実力不足だが友として力を貸してもらえる関係から完全に支配・制御している場合まで様々であり、同じ精霊でもできることに違いがある。
精霊との接触には精霊語という言語を用いるが、これはイメージを直接相手に伝える物で、念話（テレパシー）に近い（ただし発声は必要）。
精霊使いは精霊の存在や精霊力の強弱を感知することができる。これは視覚ではなく「匂い」や「気配」といったものであるとされている。また、「赤外線視力（インフラヴィジョン）」の能力を持つ。
精霊と精霊力は異なるものである。精霊力は物質界に広く存在しているが、精霊は普段精霊界に存在しており、精霊使いの術の行使に応じて一時的に物質界へ実体化するだけである。一部の精霊使いは下位の精霊を封じて所持しているが、中位・上位の精霊を封じる精霊術は一般に知られていない（存在しないのかもしれない）。
古代語魔法にも「四大制圧」という精霊を召喚する魔法があるが、これは精霊を強制的に使役する技であり、精霊の力を「借りる」精霊魔法とは根本的に異なる。絶頂期の古代王国は上位精霊を長期間拘束して使役することさえもできたが、これは非常な危険を孕むもので、その結果として絶頂期からの突然の滅亡を招くこととなった。
神聖魔法（ホーリー・プレイ）／暗黒魔法（デーモン・スクリーム）
敬虔な信者が神々に奇跡を願い、聞き入れた神々が奇跡を発現するという魔法であり、一般に神聖魔法と呼ばれる。信仰の力によるものであるため、複数の神の神聖魔法を同時に習得できる者は存在しない。これを使える者は通常“奇跡の使い手”と呼ばれる司祭（プリースト）以上の神官であり、戦いを主にする場合は「神官戦士」と呼ばれる（ただし、司祭以上の神官であっても、必ずしも神聖魔法が使えるとは限らない）。
信仰する神の教義によっては、いろいろな制約を課されていることも多い。また必ずしも成功するわけではなく、神に認められぬような行動をとった場合は、力が借りられない場合もある。しかし、教団の教義と神の考えが完全に一致するとは限らないため、場合によっては神が司る一面性に合致した者が、神に認められ啓示と共に神聖魔法を授けられることもある。人間の教団から破門されたとしても、神の意に反していなければ、神聖魔法を行使できなくなるわけではない。
神々との対話には神聖語という独自の言語を用いる。
ファラリス神などの邪神を信奉する闇司祭（ダークプリースト）が用いるものは「暗黒魔法(デーモン・スクリーム)」と一般には呼ばれるが、これもまた神聖魔法の一種である。しかし殺傷の魔法など神聖魔法の使い手が禁忌と考える魔法もあり無意識に抑制をかけてしまっているため、例外的な人物を除いてそのような魔法を用いることはできず、実質的に闇司祭専用となっている。また光竜・闇竜などの一部竜族や魔神(デーモン)なども、それぞれの神聖魔法（または暗黒魔法）が使える。
竜語魔法（ドラゴン・ロアー）
「始源の巨人」から生まれた太古種族起源である竜族には、独自の魔法語が存在している。竜を信奉し竜に近づくために自己鍛錬を行うことで、他種族もこの竜語魔法を行使することが出来る。
竜語魔法を会得した者は、竜司祭（ドラゴン・プリースト）と呼ばれる。
他の魔法とは大きく異なり、魔法語の発音を介さず、念じるだけで発動する。
その効果は竜の特殊能力が行使可能となるのだが、それは自身の心身が竜に近づいていくことに他ならない。そのため、竜司祭は生肉を食すなどの生活習慣を持ち、この技法に長ずれば鱗や翼が生える。ある意味「人間」をやめる行為であり、一般社会ではまず見られない。竜族を信奉する辺境の蛮族やリザードマンなどにごく稀に使い手が見られる程度である。
後述のビーストマスターに近いかもしれない。

各魔法の間には絶対ではないが強さの差がある。基本的には、
上位古代語で直接マナを操る古代語魔法＞物質界に干渉できなくなった神々による神聖（暗黒）魔法＞物質界の現象を司る精霊に呼びかける精霊魔法
の順である。これは各呪文の特徴《対抗／消滅》《対抗／優越》で表されている。同種同等の呪文には《対抗／消滅》が起こり、異種間の呪文には《対抗／優越》が起こる。竜語魔法はこれらに当てはまらない。
『ロードス島伝説』におけるウォートの解説によると、現在の人間が古代語魔法、精霊魔法、神聖魔法を使用するために必要な適性を有している可能性は各20％であるとされている。即ち人間の約半数が何らかの魔法の適性を有している計算になるが、環境によってコツを学べないこともあるため、実際社会での魔法使いの比率はこれよりも低い。

### その他
クリスタニア大陸では、神獣として神が実在するため、神獣の民は「神聖魔法」ではなく神獣から授けられた特殊な「能力（タレント）」として発揮されている。タレントの使い手は「ビーストマスター」と呼ばれる。

## 古代魔法王国カストゥール
ソードワールド各作品やロードス島戦記より500年以上前に栄えた王国。残された遺跡やダンジョンには、当時の魔法の品や書物などが今も残されており、魔法の品の多くは現在では作ることが出来ず、書物には今では喪われた高度な知識が書かれており、手に入れば極めて高価な値段で取引される。ただし、当時の魔法生命体やトラップが残されていたり、実験動物の末裔であるモンスターが生息していることが多く、遺跡を探索することは非常に危険なこととされている。

### 古代王国の歴史
カストゥール王国においても神話時代〜暗黒時代の歴史は、なかば伝説や神話のように扱われている。

#### 暗黒の時代
神々の大戦の後、魂だけの存在となった神々は物質界に直接介入する手段を喪い、「神話の時代」は終わりを告げ、神々の庇護を失った「暗黒の時代」が始まる。
始源の巨人から生まれた太古種族や、神話の時代に誕生した古代種族など、遥かに強大な力を持つ種族の脅威にさらされる中で人間は上古の魔法語（ルーン）による魔法で対抗した。しかし神より授けられたのは魔法の基本でしかなかった。
古代王国滅亡より4000年前とも5000年前とも言われる過去において、後に「創設者」と伝えられる十人の賢者により、神々が人間に与えた言語を再編して上位古代語（ハイエンシェント）としてこれを解析、強大な古代語魔法が作られた。（十系統の魔法はこの十人の「創設者」から始まる）。そして古代語魔法を習得した者達がアレクラスト東部に都市を築き、これが人類最初の王国でありカストゥール王国の礎となったと伝えられている。後のカストゥール王国の歴史観では、十人の賢者による研究開始の時を以って建国としている。
古代語魔法は絶大な威力を発揮したが、太古種族や古代種族もまた圧倒的な力を持つ存在であり、三千年間とも四千年間とも言われる永きにおいてカストゥール王国は興亡を繰り返すことになる。
暗黒の時代で最後に大きな滅亡をすることになったのは古代王国滅亡より1200年ほど前、単眼の巨人族（サイクロプス）による大破壊であった。

#### 魔法の時代
古代王国滅亡より約1000年前、大破壊から200年ほど後にアレクラスト大陸の中央山地に興った王国がカストゥール王国の最後となる王朝となる。
数々の太古種族や古代種族が滅亡したり衰退して下位種族へと変遷するなか、成長を続けるカストゥール王国の前に立ち塞がったのが、「暗黒の時代」を生き抜いた古代種族であり、なかでも特に上位巨人族であった。現在では数も少なく人間の世界からは離れた地域に生息しているが当時は、「始源の巨人」から生まれた太古の巨人族の子孫である各種の上位巨人族も「暗黒の時代」を生き抜き各地に独自の王国を築き上げ、人間と地上世界の覇権を争う一大勢力となっていた（妖魔に属する下位巨人族は除く）。
また、古代種族から下位種族への種としての衰退が人間にとっても深刻な問題となっていた。古代王国滅亡より500年ほど前には80%の人間が魔法を使う才能を有していたが、古代王国滅亡より300年前から減少傾向にあり、古代王国末期には2%ほどの人間だけが魔法を使える貴族であり、98%は魔法を使う才能を持たない市民もしくは蛮族であった（繁栄による人口増加で、滅亡の100年ほど前から魔術師の絶対数は増加傾向にあった）。また、魔術師としての質が高い者も年々減少していったという。
その状態が激変するのは、カストゥール最後の魔法王国時代の末期に登場した召喚魔術師門主ディールによる魔界の発見と魔神軍団の召喚であった。ディールらによって支配された魔神王とその軍団は、巨人族の中でも最大の強敵でカストゥール王国を滅亡に追い込んだ事もある「サイクロプスの王国」を短期間で滅ぼしてしまう。
また同時期、当時の魔法王ラムゼーらが復活させた統合魔術（ウィザードリィ）により「魔力の塔」が建設され、無尽蔵とも言うべき魔力を行使することが可能となった。これにより、それまで「理論上は可能」とされていた幾つもの強大な魔法が現実のものとなり、宿敵巨人族のみならず、遥かに強大だった上位精霊や古竜を始めとした竜族なども次々に支配下に収め、ここにカストゥール王国は絶頂期を迎え、この時代は「魔法の時代」と呼ばれるに至った。 そして、その版図はアレクラスト大陸を超えて西のケイオスランドにおよび、更に南方のロードス島、果てはクリスタニア大陸にまで侵略の手を伸ばすことになる。

#### 滅亡
その絶頂期から僅か50年後に、カストゥールは滅亡のときを迎える。きっかけは新たに王都となった精霊都市フリーオンから始まる。この都市は様々な精霊の力によって維持されていたが、その内の地の上位精霊ベヒモスが突如変異、他の精霊達を次々と吸収し、ついに魔精霊「アトン」へと変貌した。この魔精霊はフリーオン周辺を「無の砂漠」に変え、更に増殖を続けていった。カストゥール王国の魔術師達はこの危機に総力を結集し、魔精霊を滅ぼすために当時の魔法王の肉体を素材にファーラムの剣を作って魔精霊を滅ぼすが、その際に予想を遥かに上回る魔力が消費され膨大な魔力の供給に耐えられず「魔力の塔」が崩壊してしまう。「魔力の塔」の建設以後、魔術師は額に黒水晶を埋め込み、自身の魔力が使えなくなることを代償に「魔力の塔」から魔力を供給されていた。そのため「魔力の塔」が崩壊した時点で魔法を使える者は居なくなってしまったのである。
魔術師が無力化した機に乗じて、それまで蛮族として支配されていた民の反乱が勃発。突然魔法を喪ったカストゥールの民に対抗手段はなく、極めて短期間で強大無比を誇った古代魔法王国カストゥールは滅亡する。
そして蛮族と呼ばれていた民によって、サーダイン王国が建国された年を新王国暦元年として、「剣の時代」が幕を開ける。

### 一門（カレッジ）
10人の創始者から始まった10系統の系統魔術（ブランチ）の使い手は、それぞれの系統を深く研究するために魔術師（メイジ）の一門（カレッジ）を作り上げた。しかし時が経つにつれてそれぞれの一門は派閥化して権力争いに明け暮れ、能力よりも血統を重んじるようになっていった。
各一門の上首は門主と呼ばれる。またカストゥール王国の魔法王は世襲ではなく30年を任期として次王が各門主の中から功績あるものが選ばれるため、門主は王位継承者としての側面も持ち合わせる。各一門ではそれぞれ決まった色の長衣（ローブ）を着ることになっている。ただし魔法王は一門のローブではなく、紫紺色のローブを着る。
基本魔術師一門 （ソーサラー カレッジ）
基本魔術（ソーサリー）は、マナ自体に干渉する魔術。
基礎研究として重要な分野であるが、古代王国末期には他の一門から、ないがしろにされている。
付与魔術師一門 （エンチャンター カレッジ）
付与魔術（エンチャントメント）は、物品に魔力を込めて魔法装置や魔法の道具を作ることができる。
古代王国末期にはブランプ（ブランプナス）を門主として、天空都市レックスを拠点にしていた。
魔法王の鍛冶師ヴァン（ヴァリント・ガーク・ル・ヴァル）、灰色の魔女カーラ（アルナカーラ）などもこの一門の魔術師である。
精神魔術師一門 （チャーマー カレッジ）
ローブの色は碧緑色。精神魔術（チャーム）は、精神を操ったり支配することができる。
召喚魔術師一門 （コンジュアラー カレッジ）
召喚魔術（コンジュアリング）は、異界のものを召喚することができる。
門主ハドア・ゲラルクが星界について深く研究したことにより、星界から召喚した隕石を降らせる魔法メテオ・ストライクが開発されている。
古代王国末期には門主ディール（アズナディール・ロンヴァビル）が偶然、魔界とそこに住む魔神（デーモン）が発見したことで、強大な魔神の軍団を操ることができるようになった。
幻覚魔術師一門 （イリュージョニスト カレッジ）
ローブの色は赤色。幻覚魔術（イリュージョン）は、五感を欺く幻覚を操る。非常に高位の幻覚魔法では、幻覚が現実に影響を与えるようにすることも可能。（例えば、幻覚の食べ物を食べることで、実際に腹を満たすことができる）
死霊魔術師一門 （ネクロマンサー カレッジ）
死霊魔術（ネクロマンシー）は、負の生命力を操って不死生物（アンデッド）を作り出す。
その奥義によって不死の王（ノーライフキング）に転生することも可能。古代王国末期の門主アルヴィンス・デラクロスもまた不死の王になっており、滅亡までの数百年間ずっと門主の座にあり続けていた。
有力な一門だったが、門主の不死性故に魔法王に選出されることは無かった。ロードス島最後の太守サルバーンもこの一門の術者。
四大魔術師一門 （エレメンタリスト カレッジ）
ローブの色は緑色。四大魔術（エレメンタル）は、精霊や精霊力を操ることができる。四大（しだい）とは世界の根幹をなす火、水、風、地の四種類の精霊を指す。ただし、ただし四大は代表例であって、四大以外の闇や光などの精霊・精霊力の操作もこの一門の分野である。複数の精霊力の複合などの研究も行われていた。この一門から後に、「混沌魔術」と呼ばれる複合に特化した異端の魔術が派生する。
創成魔術師一門 （クリエイター カレッジ）
ローブの色は山吹色。創成魔術（クリエイション）は、生物を改造や融合させてキメラなどの新生物を作り出すことができる。
拡大魔術師一門 （エンハンサー カレッジ）
拡大魔術（エンハンス）は、人間の肉体や精神の秘められた潜在能力を引き出す。これによって古代王国では寿命を200年ほどにすることが可能だった。古代王国末期の門主は第152代魔法王ラムゼー（メルドラムゼー・パラサノス）。
統合魔術師一門 （ウィザード カレッジ）
統合魔術（ウィザードリィ）は、専門化した8系統から複数の系統魔術の要素を併せて発展させた魔術。各派閥が争うようになっていたため、最後の古代王国時代には使い手が居なくなっていたが、後に魔法王となるファーラム（ファーラムシア）を門主として再興された。
統合魔術を復活させるための研究には、拡大魔術師一門の門主にして第152代魔法王ラムゼー、創成魔術師一門の門主エルヴォーク・ドルロス、四大魔術師一門を追放されていたベルーガ（リハルトベルーガ・アズモウル）、その他に能力が高いが家柄を理由に冷遇されてきた各一門の魔術師などが参加している。

### 魔法都市
古代王国の後期には、魔法に力により幾多の特殊な都市が作られている。
地中都市フリーオン
「精霊都市」とも呼ばれる最後に建設された魔法都市で、「偉大な精霊使いベルーガ」によって建設され、古代王国末期の王都となった。他にも「精霊都市」と冠した魔法都市はあるが、単に「精霊都市」と言った場合はフリーオンを指す場合が多い。地中に作られた球状の空洞の中心に炎の上位精霊イフリートを封じて太陽を模し、壁面には幾多の大地の上位精霊ベヒモスを配して重力を作り、闇の精霊シェードによって定期的に夜が訪れ、更に風や水などの環境も全て精霊によって整えられた街。しかし「精霊界」において精霊力を司る精霊を、長期間「物質界」に留め置くのは極めて危険な行為であり、結局のところカストゥール滅亡の原因となった。
空中都市レックスやマーラ・アジャニスの幻覚都市と並ぶ、古代王国の三大都市の一つに名を挙げられている。
空中都市レックス
古代王国崩壊の凡そ100年前（魔力の塔が作られる以前）に、環状列石の魔力によって大地の精霊力（重力）を打ち消し、都市全体を空に浮かべた空中都市として誕生した最初に建造された魔法都市。これ以後、各地に様々な魔法都市が次々と建設されることになる。
当時の付与魔術一門の門主であり、建設者兼初代太守であったブランプの時代は“楽園”とも呼ばれていたが、その後の太守が他の魔法都市に対抗して無理な拡大政策を続けた結果、古代王国最大規模の都市となるも、拡張された外周はスラムと化し“病める都市”とまで呼ばれるようになってしまった。魔法王国末期の遷都では王都候補に挙げられるも、結局フリーオンに敗れている。
古代王国崩壊時に地上の装置を破壊されて墜落、現在は"墜ちた都市"と呼ばれている。また土台となる岩を掘り出した跡は、現在のミード湖になったと伝えられている。壊されていない一部の装置の上空には、現在も岩などが空に浮いているのが見られる。
幻覚都市マーラ・アジャニスの都
現在のオラン北部の街ミードの北に位置する妖魔の森に、幻覚魔術師マーラ・アジャニスが夢を現実化するために建設した“幻覚都市”。
建物、衣服、食料など全てが幻覚の魔法で作られ、当時の下層民や蛮族にも都市を開放し、その住人は幻覚の建物に住み、幻覚の衣服を身に着け、幻覚の食べ物や飲み物で何不自由なく暮らしていた、と伝えられている。
新王国暦513年にオーファンの魔術師ラヴェルナ一行が調査に訪れるまで、無人の都市ではあったが作られた当初のままの姿を留めていた。現在は廃墟と化している。
海上都市ウリュウ
現在のアノス東方の沖合いに建設された都市で、現在も海底に遺跡が残されており、マーマンやマーメイドなど海洋種族が棲家としている。
海上都市ダリート
オラン南東のカゾフ沖にあるナノス島付近に建設された。現在では「カゾフの水上都市」と呼ぶことが多い。
人工の妖精界イシュフェーン
プロム湾中央にある孤島に時間と空間を歪めて作り出した人工の妖精界で“理想境”の二つ名で呼ばれていた。飢えも病気もなく働く必要もなく、そこに暮らすものは歳をとることさえなかったが、魔力の塔の崩壊により魔力供給が途絶え、強引に捻じ曲げられていた時空が安定を失い異常現象を誘発。偉大な精霊使いが氷の精霊王を使って時空の歪みごと凍結させたが、氷が溶ければ時空の歪みが解放されて大災害が大陸全土を襲うという。
精霊都市トールストリナ
パダの南に存在する。初めて「精霊都市」の名を冠した都市とも言われる。初出は『ソード・ワールドPC』。
樹上の精霊都市アーティス
エストン山脈の"深き森"に、生きた樹木を素材として構成された森林都市。環状列石を使った浮遊道によって空中都市レックスと繋がっていた。
湖上都市クード
古代王国によるロードス支配の核となった都市。初代ロードス太守ル・フロイによってロードス島中部のルノアナ湖上に建設された。
最後のロードス太守サルバーンが蛮族の侵攻により命を落とす（ただし彼は「不死の王」として復活している）と同時に、彼の仕掛けにより湖底に沈んだ。

### 関連作品
魔法王国カストゥール 復讐の継承者
『S BLUE』2010年 角川スニーカー文庫 ISBN 978-4-04-474813-5 に収録。
魔法王ファーラムの少年時代を描く短編。

## その他

### 経済
アレクラスト大陸で広域に使用されている通貨は「ガメル」で、主に銀貨で流通している。銀貨1枚が1ガメルであり、日本円にして100円程度の価値をもつ。一般庶民の1日の生活費の最低水準が約10ガメルとされている。現実世界のユーロ貨幣のように、生産は各国で行われておりデザインも様々であるが、銀貨1枚あたりの銀の量は規格化されており、ガメルを採用している地域であれば、どの国のガメル銀貨でも問題なく使用できる。また、あまり一般的ではないが、1枚が50ガメルに相当する金貨も流通している。銅貨などの補助貨幣の存在も確認できるが、作品中の記述があまりに乏しく、どの程度の価値があるのかいまひとつはっきりしていない。
かつて中原に存在したモラーナ王国のガメル伯爵が大きさや純度などの規定を定め、他国へも貨幣制度とともにこの基準が普及した。貨幣の代わりに宝石や金・銀塊などが使用されることもあるが、鑑定の手間や、両替時の手数料による目減りなど不便な点が多く、あくまで貨幣による取引が主流となっている。
ロードス島では金本位制による独自の貨幣が流通しており、アレクラスト大陸の金貨よりは少額の金貨が主に使用されている。金貨の他に銀貨や銅貨なども流通している。なお、ロードス島に貨幣経済が普及した過程については、作中で語られていない。
ケイオスランドでは貨幣経済がほとんど発達していない。アレクラスト大陸からの移住者のコミュニティは小規模であるため、移住者同士でも貨幣経済は成立しなくなっている。
時代が異なるが、クリスタニア大陸でも貨幣経済はほとんど発達しておらず、傭兵部隊「獣の牙」への報酬は主に食料の現物支給で支払われている。ただし、北の「故郷の島」「呪われた島」（いずれもロードス島のこと）からの移住者の間では貨幣が流通しており、先住民である神獣の民にも部分的に貨幣が浸透しつつある。
古代魔法王国では、「魔晶石」と呼ばれる魔力を蓄えた宝石が貨幣だったと言われている。魔晶石は古代王国の遺跡などから比較的大量に発見されるが、製法や魔力の充填方法は失われている。現代では各種の魔法を唱える際に精神力を肩代わりしてくれるアイテムとして、使い捨てで利用される。

## 参考書籍
- ルールブック
  - ソード・ワールドRPG 完全版 ISBN 4-8291-7306-8
  - ロードス島戦記コンパニオン

  1. ISBN 4-0471-4001-5
  2. ISBN 4-0471-4006-6
  3. ISBN 4-0471-4012-0

  - ロードス島RPG

  1. ベーシックルール ISBN 4-0448-8502-8
  2. エキスパートルール ISBN 4-04-488505-2

  - クリスタニアRPG ISBN 4-0730-1084-0
- ワールドガイド・ガイドブック
  - ソード・ワールドRPG ワールドガイド ISBN 4-8291-7222-3
  - 西部諸国 ワールドガイド ISBN 4-8291-7320-3
  - ロードス島 ワールドガイド ISBN 4-8291-7404-8
  - ソード・ワールド・サポート1 ISBN 4-7753-0455-0
  - クリスタニア完全ガイドブック ISBN 4-8402-1352-6